# Dragons catalans
Ne doit pas être confondu avec XIII Catalan.
Maillots
Actualités
Les Dragons catalans (en catalan : Dracs Catalans) (en anglais : Catalans Dragons) sont une franchise française de rugby à XIII basée à Perpignan et présidée depuis sa création par Bernard Guasch. L'équipe première, entraînée par Joel Tomkins en tant qu'interim suite au retrait de Steve McNamara en mai 2025, évolue en Super League depuis 2006 et dispute annuellement la Coupe d'Angleterre (appelée Challenge Cup). Steve McNamara en est l'entraîneur jusqu'au 20 mai 2025.
La franchise est créée en 2005, née de la fusion en 2000 de deux clubs français historiques de rugby à XIII : le XIII catalan (fondé en 1934) et de l'AS Saint-Estève (fondée en 1965), cette fusion prend alors le nom d'Union treiziste catalane. Elle prend le nom de Dragons Catalans lors de son introduction en Super League lors de la saison 2006. Le club n'a jamais remporté la Super League mais devient le premier club étranger à atteindre par deux fois la finale de la Super League en 2021 et 2023, défait respectivement par St Helens 12 à 10 et les Wigan Warriors 10 à 2. Par ailleurs, elle a atteint également la finale de la Challenge Cup en 2007 devant plus de 84 000 spectateurs contre St Helens à Wembley, performance rééditée en 2018 contre les Warrington Wolves avec plus de réussite car le club y remporte le premier et seul trophée de son histoire.
La franchise a toujours évolué au stade Gilbert-Brutus qui subit au cours des années des agrandissements pour atteindre désormais la capacité de 11 000 places. Le club délocalise parfois des rencontres en dehors du stade Gilbert-Brutus comme en 2009 au stade olympique Lluís-Companys de Barcelone, en 2011 au stade Yves-du-Manoir de Montpellier, en 2012 au stade de la Mosson de Montpellier, en 2013 au stade Ernest-Wallon de Toulouse, en 2014 au stade Aimé-Giral de Perpignan ou en 2019 au Camp Nou de Barcelone. Son équipe réserve dispute le Championnat de France sous le nom de Saint-Estève XIII catalan.

## Palmarès
Le tableau suivant récapitule les performances des Dragons catalans dans les deux compétitions auxquelles la franchise prend part.
| Championnats | Coupes |
| Super League - Finale (2) : 2021 et 2023. - Demi-finale (5) : 2009, 2014, 2020, 2021 et 2023. - Qualification (10) : 2008, 2009, 2011, 2012, 2013, 2014, 2020, 2021, 2022 et 2023. Résultats en saison régulière - Vainqueur (1) : 2021. | Challenge Cup - Vainqueur (1) : 2018. - Finale (1) : 2007. - Demi-finale (2) : 2010 et 2025. - Quart de finale (10) : 2006, 2012, 2013, 2015, 2016, 2019, 2020, 2021, 2022, et 2024. |

L'équipe première du club catalan a disputé quatre finales dont les détails sont donnés dans le tableau suivant, les deux premières en Challenge Cup avec un titre remportée en 2018, puis deux finales de Super League en 2021 et 2023 :
| Compétition   | Date de la finale | Vainqueur        | Score   | Finaliste         | Lieu de la finale        | Spectateurs |
| ------------- | ----------------- | ---------------- | ------- | ----------------- | ------------------------ | ----------- |
| Challenge Cup | 25 août 2007      | St Helens RLFC   | 30 – 8  | Dragons Catalans  | Wembley Stadium, Londres | 84 241      |
| Challenge Cup | 25 août 2018      | Dragons Catalans | 20 - 14 | Warrington Wolves | Wembley Stadium, Londres | 50 672      |
| Super League  | 9 octobre 2021    | St Helens RLFC   | 12 – 10 | Dragons Catalans  | Old Trafford, Manchester | 45 177      |
| Super League  | 14 octobre 2023   | Wigan Warriors   | 10 – 2  | Dragons Catalans  | Old Trafford, Manchester | 58 137      |

## Histoire

### La création du club (2000-2005)

#### La fusion de deux clubs prestigieux

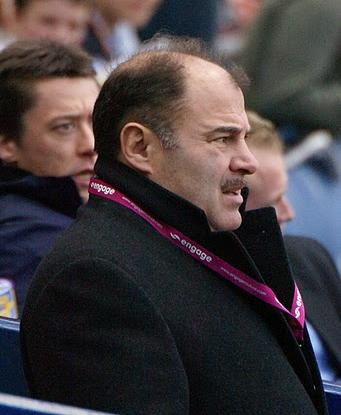
Bernard Guasch, président des Dragons catalans depuis sa création.

En juillet 2000, Bernard Guasch, homme d’affaires et ancien joueur de rugby à XIII, participe grandement à la création de l’Union treiziste catalane, née de la fusion entre le XIII catalan et l’AS Saint-Estève XIII. Se retrouvant à la tête de la direction du club, Bernard Guasch n’est pas un simple actionnaire ou un richissime investisseur, il est un passionné de rugby à XIII, et plus particulièrement en Roussillon. En réunissant deux des plus gros palmarès du rugby à XIII français, cet ancien meneur de jeu du XIII catalan et de l’AS Saint-Estève XIII, vient de créer le plus grand club des Pyrénées-Orientales. Cette fusion permet au club de présenter une vitrine comprenant 17 titres de champion de France et 16 Coupes de France.
Le but de Bernard Guasch est de faire entrer son club dans la principale ligue professionnelle de rugby à XIII en Europe : la Super League, créée en 1996. Il veut être le deuxième club français à intégrer ce championnat, après le Paris Saint-Germain XIII qui évolua dans cette compétition pendant deux saisons entre 1996 et 1997.

#### L'acceptation en Super League
Le cru 2000-2001 s’avère payant et le pari du président audacieux. L’équipe fanion étant créée, elle ouvre son compteur avec une Coupe de France remportée aux dépens du XIII limouxin. Le 2e ligne catalan Pascal Jampy sera élu joueur de l’année par le journal l'Indépendant.
La saison suivante sera vide de trophée mais richissime en enseignements avec tout de même une finale du championnat de France disputée face aux indomptables Léopards de l’US Villeneuve XIII qui, sur ce coup, remportent, lors de l’exercice 2001/2002, leur deuxième titre d’affilée. Pour la deuxième année consécutive et en autant d’existence, le journal l'Indépendant remettra le trophée de joueur de l’année à un joueur catalan, en l'occurrence le pilier Adel Fellous.
C’est à cette période que les dirigeants de la Super League décident d’agrandir leur championnat en ajoutant deux clubs supplémentaires afin de porter son total à 14. Travaillant dans l’ombre sur ce projet, Bernard Guasch ne reste pas insensible à la proposition britannique et s’affaire à monter un dossier solide et constructif pour son club.
Plusieurs équipes déposeront leur candidature dont trois grands clubs de l’élite française, à savoir l’Union treiziste catalane, le Toulouse olympique XIII et l'US Villeneuve XIII.
En janvier 2003, le club de Bernard Guasch étant le plus structuré et le plus attrayant sur le marché économique, le club catalan remporte donc son ticket d’entrée pour la Super League au nez et à la barbe des 2 autres clubs français malgré les très bons dossiers déposés.
Le verdict est sans appel, le club perpignano-stéphanois débutera la saison 2005 en Super League et cela laisse deux saisons à Bernard Guasch pour consolider son équipe et tenter d’attirer les plus grands joueurs français et pourquoi pas du monde.
La saison 2002/2003 terminée, les dirigeants catalans ne comptabiliseront aucun trophée pour la seconde saison d’affilée mais l’équipe 2 finira tout de même finaliste du championnat de France Élite 2 et révèlera au grand public de très grands talents du rugby à XIII français.

#### La restructuration du club
Le pari est difficile et le club n’a que deux ans pour monter une équipe pouvant rivaliser avec les plus grands d’Europe. Avec un budget d'1,3 M d’euros, Bernard Guasch dispose d’un capital faible par rapport aux autres clubs de Super League. Avec 3 à 4 fois moins d’argent, le propriétaire de l’entreprise familiale "Guasch et fils" va relever le défi et tenter d’attirer de gros investisseurs pouvant faire flamber le montant du capital.
L'entame de la saison 2003/2004 s’annonce très bonne. Dans les bureaux, on a mis les bouchées doubles pour structurer le club et surtout renforcer la section communication-marketing, car il s’agit du gros point faible des clubs français en règle générale, vu le peu de médiatisation offerte à ce sport. Pour cela Bernard Guasch ira dénicher chez le voisin "quinziste" un professionnel du marketing, Pascal Nou. Transféré de l’USAP durant l'été, où il a occupé les mêmes fonctions pendant quatre ans, le responsable communication et marketing entend bien faire grandir l'UTC.
C'est dans cet état d'esprit que le club souhaite pérenniser son avenir. On notera la création du pass "club VIP Table catalane" qui attireront grand nombre de partenaires, un site Internet réactif pour les plus fervents supporters, des animations d'avant-match où une forte sonorisation se chargera de mettre le public dans l'ambiance, et un partenariat avec la chaîne hertzienne roussillonnaise VTV qui retransmettra tous les matches à domicile du club en direct.
L'UTC est encore en chantier mais le club se projette avec enthousiasme vers la Super League dans laquelle il ne veut pas rater ses grands débuts.
Sur le terrain l’arrivée de l'entraîneur britannique Stephen Deakin doit permettre à l'équipe perpignano-stéphanoise de décrocher un titre national afin d’éviter toute réserve sur l’acceptation du club en Super League. Le club enregistrera également l’arrivée de plusieurs joueurs de haut niveau dont trois internationaux français en provenance de Villeneuve-sur-Lot :  Julien Rinaldi, Laurent Frayssinous et Jamal Fakir.
Le club phare du treize départemental a bien travaillé cet été et présente une très bonne équipe ainsi que des produits capables de lui apporter la manne financière indispensable pour bien figurer en Super League.

#### Une entrée retardée
En novembre 2003, tout juste dix mois après l'acceptation de l'équipe française au sein du championnat britannique, les organisateurs de la Super League se réunissent à Leeds et décident finalement de repousser l’entrée des Catalans pour la saison 2006. En effet l'augmentation des droits de télévision en passe d'être signés avec la chaîne Sky Sports pour cinq ans n'est pas suffisante aux yeux des clubs de Super League pour passer de 12 à 14 équipes en 2005. Du coup, à l'unanimité, les présidents ont voté pour le statu quo.
Mais il semble tout de même que les Anglais souhaitent au préalable voir l'UTC s'imposer sportivement dans son pays et laissent le temps à Bernard Guasch de trouver un stade pouvant accueillir les équipes de Super League.
Nullement abattu par cette décision et au contraire bien décidé à poursuivre la professionnalisation des structures d'un club ayant déjà beaucoup travaillé, le président se donne quelques mois afin de présenter un dossier complet, cette fois.
Pour la première fois depuis la création du club, les joueurs sang et or disputent deux finales en cette fin de saison 2003/2004. Celle du championnat de France est perdue contre les Ours de Saint-Gaudens mais celle de la Coupe de France sera remportée face à l'AS Carcassonne XIII. Par ailleurs, l’équipe réserve, qui dispute le championnat d'Élite 2, a perdu sa deuxième finale consécutive dans cette compétition.
Avec deux Coupes de France et deux finales de championnat de France en quatre ans, les Catalans sont en train de prouver aux Anglais que leur avenir en Super League n’est pas à compromettre.

#### Dernière ligne droite
Il reste une saison à accomplir avant le début du championnat de Super League 2006 et l’Union treiziste catalane est bien décidée à franchir un cap.
Le club veut faire de l’exercice 2004-2005 une répétition générale avant son entrée dans la cour des grands d’Europe. Le nouvel entraîneur assistant, l’Australien Paul Donkin, sera le premier à rejoindre le futur pensionnaire de Super League. Il sera suivi par trois joueurs australiens qui vont faire leur apparition dans les Pyrénées-Orientales. Il s’agit de Chris Beattie, provenant des Cronulla Sharks, de Sean Rudder, venu des Castleford Tigers et de Justin Murphy, l’ailier des Widnes Vikings. Pour compléter le recrutement, Teddy Sadaoui, de l'AS Carcassonne XIII, fera son apparition chez les Catalans.
Comme il avait déjà commencé à le faire lors de la saison précédente avec les venues entre autres des internationaux français Julien Rinaldi, Laurent Frayssinous et Jamal Fakir, Bernard Guasch est en train de bâtir une grande équipe.
Grandissimes favoris du championnat de France les Catalans sont cette saison supérieurement armés pour réaliser leur objectif : le doublé Coupe/championnat.

#### La naissance des Dragons catalans
En avril 2005 Bernard Guasch présente officiellement son nouveau club qui entrera en Super League : les Dragons catalans. Le stade de cette équipe sera le stade Gilbert-Brutus qui sera rénové pour l’occasion. L’Union treiziste catalane continuera à exister et évoluera dans le championnat de France dès la saison suivante. L’UTC deviendra la réserve de l'équipe de Bernard Guasch.
Pour préparer l'entrée des Catalans en Super League, la RFL autorise le club à constituer une formation capable de rivaliser avec les Britanniques en lui permettant de recruter sans payer de frais de transfert. De plus, le club est autorisé à conserver sa place dans le championnat anglais durant trois années, quel que soit son classement final, à la condition d'aligner une équipe contenant 75 % de joueurs français. Un avantage supplémentaire a été offert au club français : son effectif pourra contenir au maximum huit étrangers alors que les autres pensionnaires de la Super League ont droit à trois.
Les internationaux français Jamal Fakir, David Berthezène et Adel Fellous prolongent leur contrat et sont assurés de disputer quelques matchs en Super League. Lors d'un voyage d’affaire en Australie et en Nouvelle-Zélande, Paul Donkin recrute le Néo-Zélandais Stacey Jones, qui quitte son club de toujours, les New Zealand Warriors, et deux joueurs australiens, Ian Hindmarsh des Canberra Raiders et John Wilson des Wests Tigers. En France, Rémi Casty, du FC Lézignan, rejoindra le club catalan.
Le mois de mai 2005 est plus calme et seulement marqué par le déplacement des Catalans au JJB Stadium pour le huitième de finale de Challenge Cup. Face au club local, les Wigan Warriors, les Catalans sont éliminés 16 à 10 à la suite d'un match très prometteur pour la saison suivante de Super League, et enregistrent par la même occasion leur première défaite de la saison.
Au même moment, Bernard Guasch présente le nouveau logo du club et le sponsor principal ISC (International Sport Clothing) qui vient de signer un contrat de trois ans avec la franchise catalane. Durant l’été 2005, le club enregistre les arrivées de l’Australien Mark Hughes, des Néo-Zélandais Alex Chan, des frères Andrew et Kane Bentley et des Français Jérôme Guisset, Cyrille Gossard et Mathieu Griffi. Le club a recruté en deux ans pas moins de 18 joueurs dont 8 Français, 6 Australiens et 4 Néo-Zélandais, mais tous ne pourront jouer en Super League dès la saison 2006.
Les Catalans terminent l’exercice 2004/2005 sur les chapeaux de roue en réalisant leur objectif du début de saison, le doublé Coupe/championnat, tout en restant invaincus. Jamal Fakir est élu meilleur joueur de l’année par le journal L'Indépendant.
La saison sportive terminée, le club peut se pencher sur la réhabilitation du stade Gilbert-Brutus et sur la structuration définitive du club avant le début de la saison 2006 de la Super League.

### En Super League

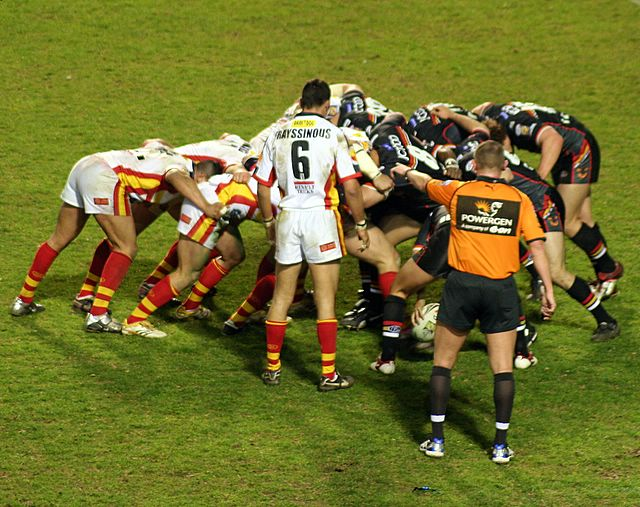
Match face aux Bradford Bulls en 2006

#### 2006-2008: la période Mick Potter
Titulaires : Laurent Frayssinous - Justin Murphy, Teddy Sadaoui, John Wilson, Mark Hughes - Sean Rudder, Stacey Jones (c) - Chris Beattie, Julien Rinaldi, Adel Fellous, Jérôme Guisset, Jamal Fakir, Ian Hindmarsh
Remplaçants : Pascal Jampy, Grégory Mounis, Renaud Guigue, Alex Chan

##### 2006: une entame difficile
Lancés dans le grand bain de la Super League en 2006, les Dragons disputent leur premier match le 11 février 2006 au stade Aimé-Giral contre les Wigan Warriors avec une victoire à la clef (38-30), cependant la blessure du Néo-Zélandais Stacey Jones (fracture du bras) handicape sérieusement leur première année malgré son remplacement par le jeune Australien Michael Dobson (19 ans) puisqu'à la fin de la saison régulière, les Dragons prennent la douzième et dernière place pour un bilan de huit victoires et vingt défaites, seize points au total, à trois longueurs des Castleford Tigers. Cependant ils sont protégés durant leurs trois premières années d'une relégation.

##### 2007: premier coup d'éclat
Titulaires : Clint Greenshields - Justin Murphy, John Wilson, Sébastien Raguin, Younes Khattabi - Adam Mogg, Stacey Jones (c) - Jérôme Guisset, Luke Quigley, Alex Chan, Jason Croker, Cyrille Gossard, Grégory Mounis
Remplaçants : Rémi Casty, David Ferriol, Vincent Duport, Kane Bentley
En 2007 le club voit l'arrivée de divers treizistes évoluant dans la National Rugby League tels que Clint Greenshields, Casey McGuire, Jason Croker et Aaron Gorrell (bien que ce dernier fut blessé une grande partie de la saison), ajoutés à l'éclosion de jeunes joueurs français tels que Dimitri Pelo ou Vincent Duport.
Le club réalise un parcours épique en Challenge Cup, atteignant la finale qui se dispute à Wembley, après avoir écarté les Wigan Warriors en demi-finale à Warrington. Il s'agit d'une véritable performance puisque les Dragons sont le premier club français à atteindre ce stade de la compétition. La finale, suivie par 84 241 spectateurs, est remportée par St Helens RLFC 30-8.
En championnat, les Dragons parviennent à réaliser un meilleur bilan qu'en 2006 en atteignant une dixième place avec dix victoires pour seize défaites et un nul.

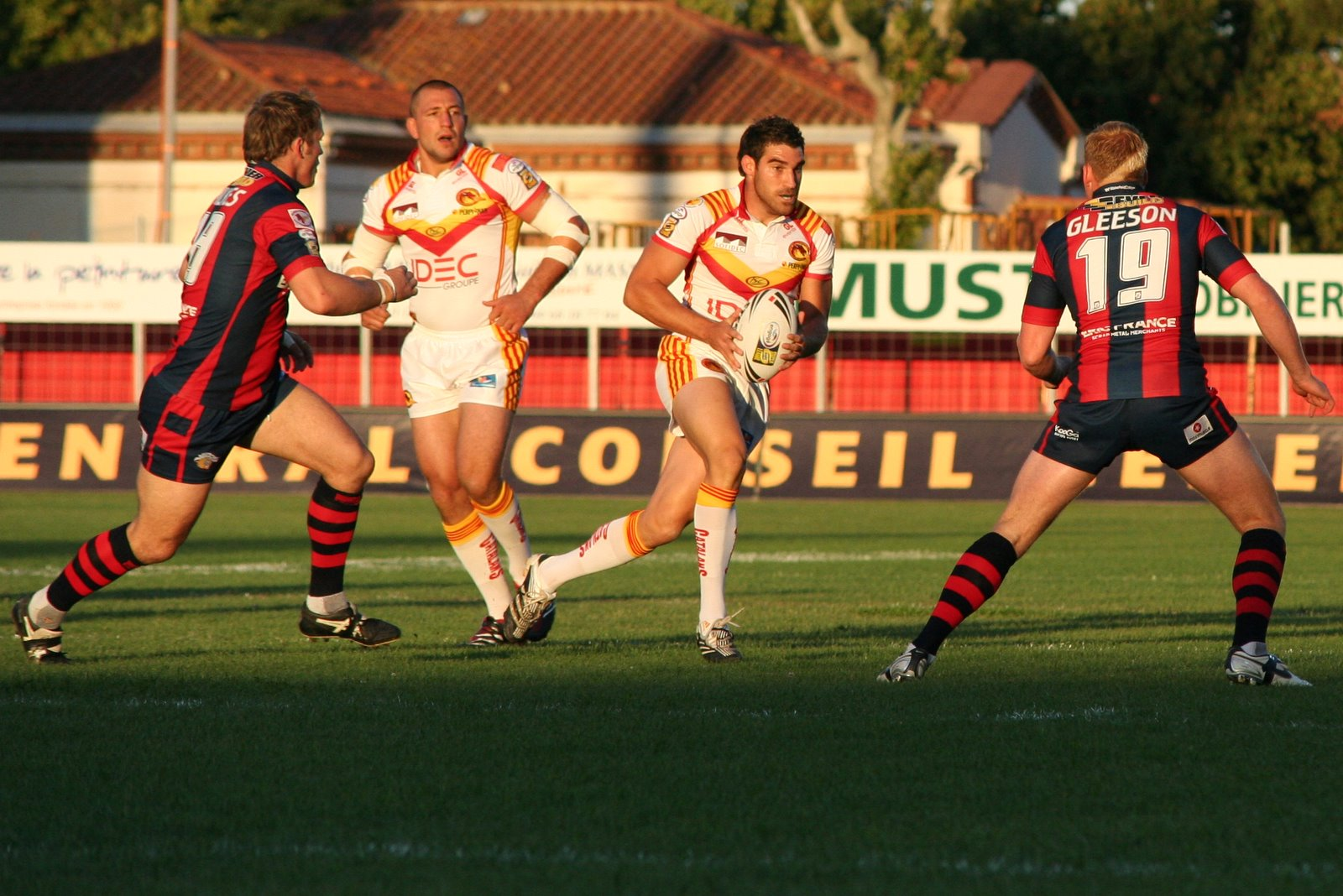
Thomas Bosc et Jérôme Guisset à Gilbert-Brutus (août 2008)

##### 2008: la confirmation
Auréolés de cette performance en Challenge Cup, les Dragons repartent en 2008 avec de grandes ambitions en championnat. Cela n'est pas démenti puisque le club termine l'année à la troisième place de la saison régulière derrière St Helens et les Leeds Rhinos, ce qui lui permet de prendre part aux playoffs de la fin de saison. Le 13 septembre les Dragons battent 46-8 les Warrington Wolves dans leur premier match de playoffs mais sont ensuite battus dans la course à la finale par les Wigan Warriors 26-50 à Perpignan, le 20 septembre. En Challenge Cup, le club est éliminé au stade des huitièmes de finale par les Bradford Bulls.
En fin d'année, l'entraîneur Mike Potter est désigné « entraîneur de l'année » en Super League, il quitte cependant son poste pour rejoindre St Helens et est remplacé par son compatriote, Kevin Walters.

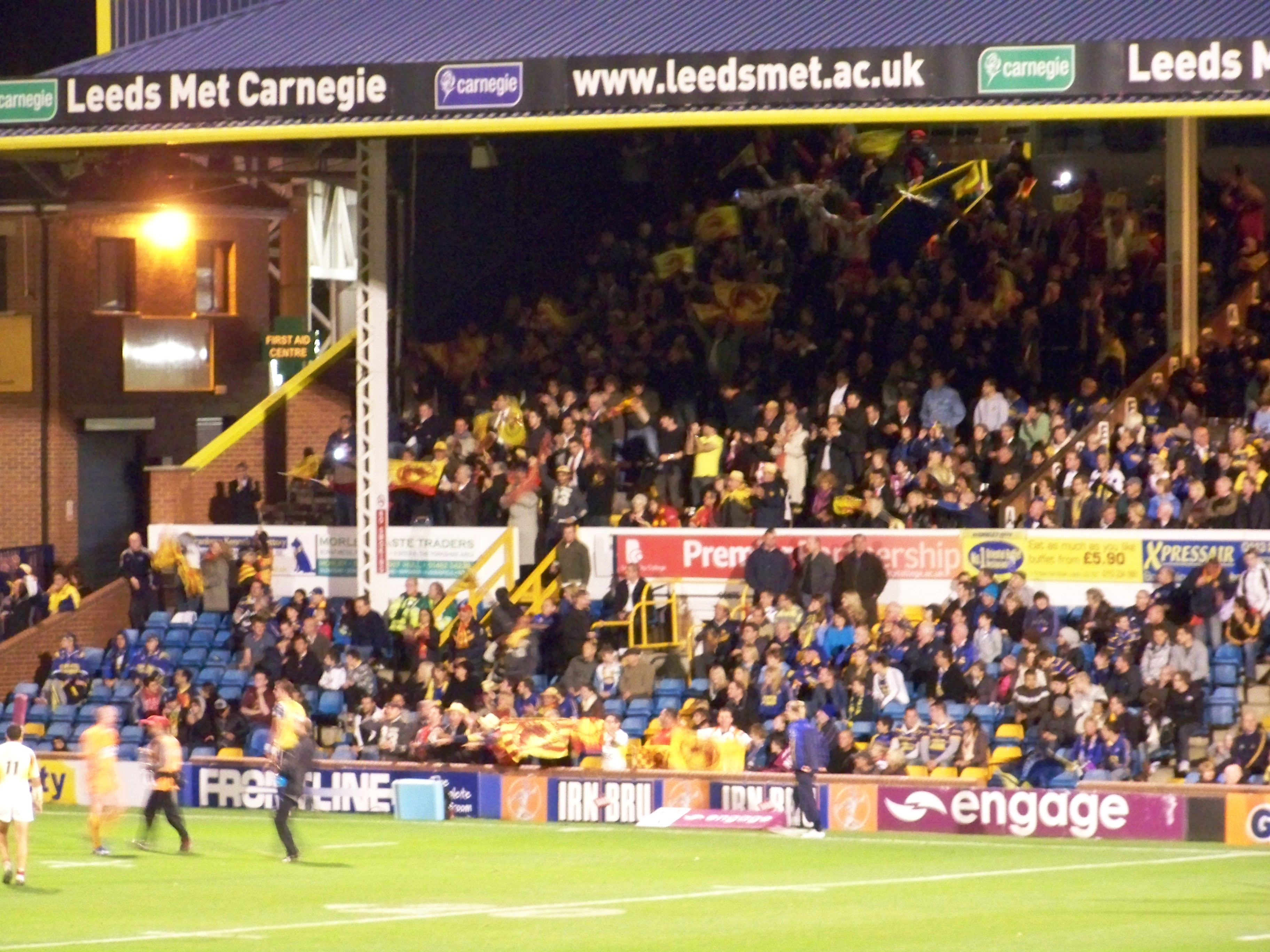
Supporters des Dragons à Headingley (Leeds) lors de la demi-finale

#### 2009-2010: la période Kevin Walters

##### Saison 2009
Pour leur quatrième saison en Super League, les Dragons catalans se qualifient une deuxième fois pour les phases finales. Malgré une saison régulière difficile, ils accrochent la huitième place. Une fois dans les phases finales, les Dragons parviennent à battre à l'extérieur les Wakefield Trinity Wildcats et les Huddersfield Giants avant d'être éliminés en demi-finale par les futurs vainqueurs, les Leeds Rhinos. En Challenge Cup, la franchise élimine les Bradford Bulls en seizième de finale mais est battue au tour suivant par St Helens RLFC.

##### Saison 2010
Les Dragons perdent trois de leurs Australiens retournés sur leur île-continent : Greg Bird, Jason Ryles et Shane Perry. Ceux-ci sont remplacés par Chris Walker (des Gold Coast Titans), Dallas Johnson (du Melbourne Storm, vainqueur de la NRL en 2007 et 2009) et Setaimata Sa (des Sydney Roosters, champion du monde 2008 avec la Nouvelle-Zélande). Cette saison 2010 est un véritable échec sportif puisque le club finit dernier de la Super League. Toutefois, ils atteignent les demi-finales de la Challenge Cup mais perdent 12-54 contre les Warrington Wolves.

#### 2011-2012: la période Trent Robbinson

##### Saison 2011

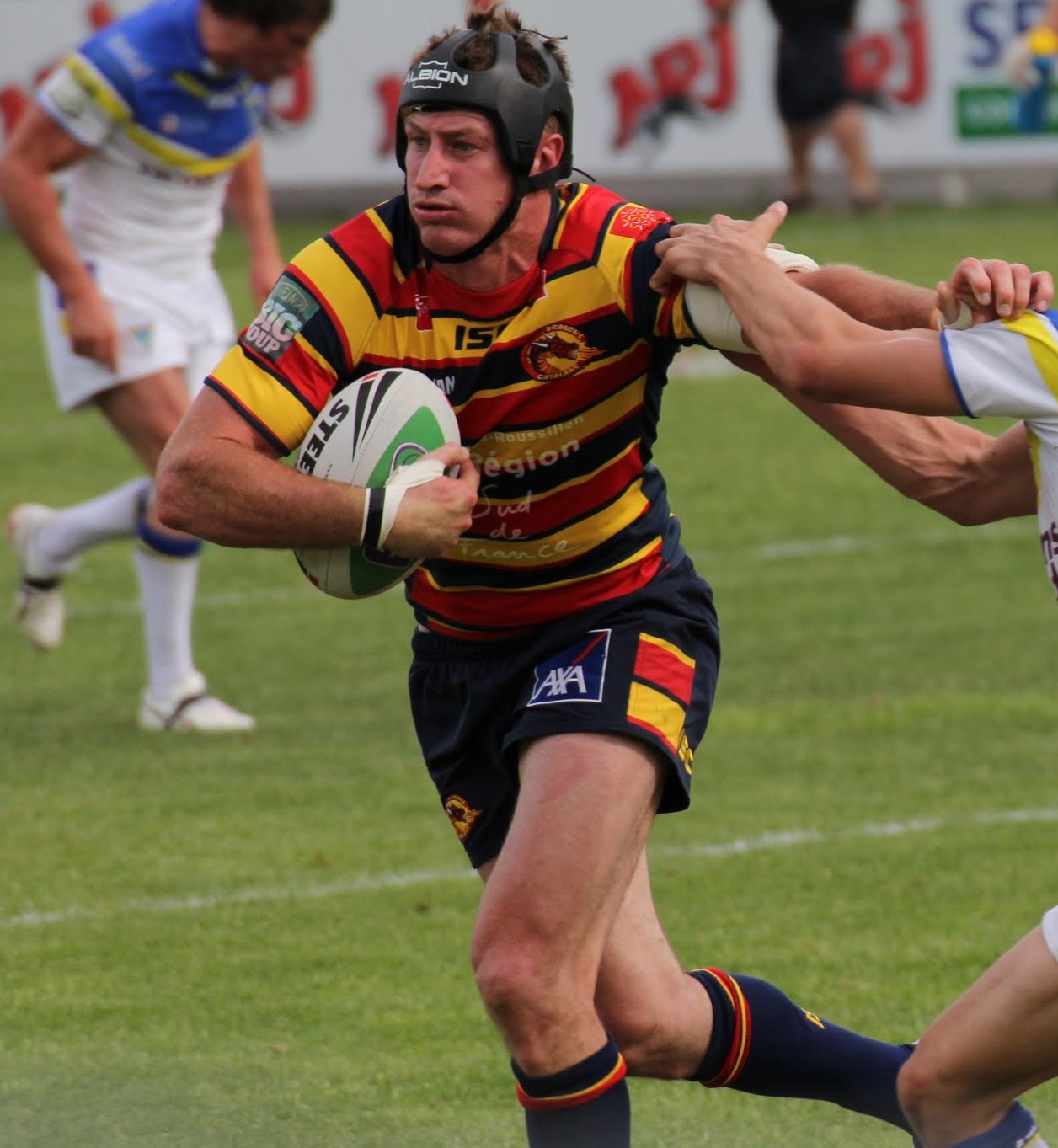
Steve Menzies apporte toute son expérience à la franchise catalane.

Le club opère de nombreux changements, à commencer par la non-prolongation de l'entraîneur Kevin Walters remplacé par le francophile Trent Robinson qui a déjà joué et entraîné en France (Toulouse Olympique XIII) secondé par le jeune retraité et ancien joueur des Dragons Jérôme Guisset. De nombreux joueurs débarquent tels que Damien Blanch, Ian Henderson, Jason Baitieri, Daryl Millard, Ben Farrar, Scott Dureau et Lopini Paea et Steve Menzies. L'équipe se repositionne dans les meilleurs franchises de la Super League terminant sixième. Qualifiés pour l phase finale, les Dragons battent Hull KR 56-6 avant de perdre 0-44 contre les Wigan Warriors. Trent Robison est élu meilleur entraîneur de l'année.
Au cours de la saison, le club délocalise un de ses matchs à domicile à l'Atrad Stadium de Montpellier, le 4 juin 2011. Malgré le fait que le match se déroule en terre languedocienne, le club fait jouer l'hymne officieux  catalan els segador avant la rencontre, et non la marseillaise, comme il le fait avant chaque match au stade Gilbert Brutus. Les catalans l'emportent face aux warriors de  Wigan 20 à 12 devant 9 000 spectateurs.

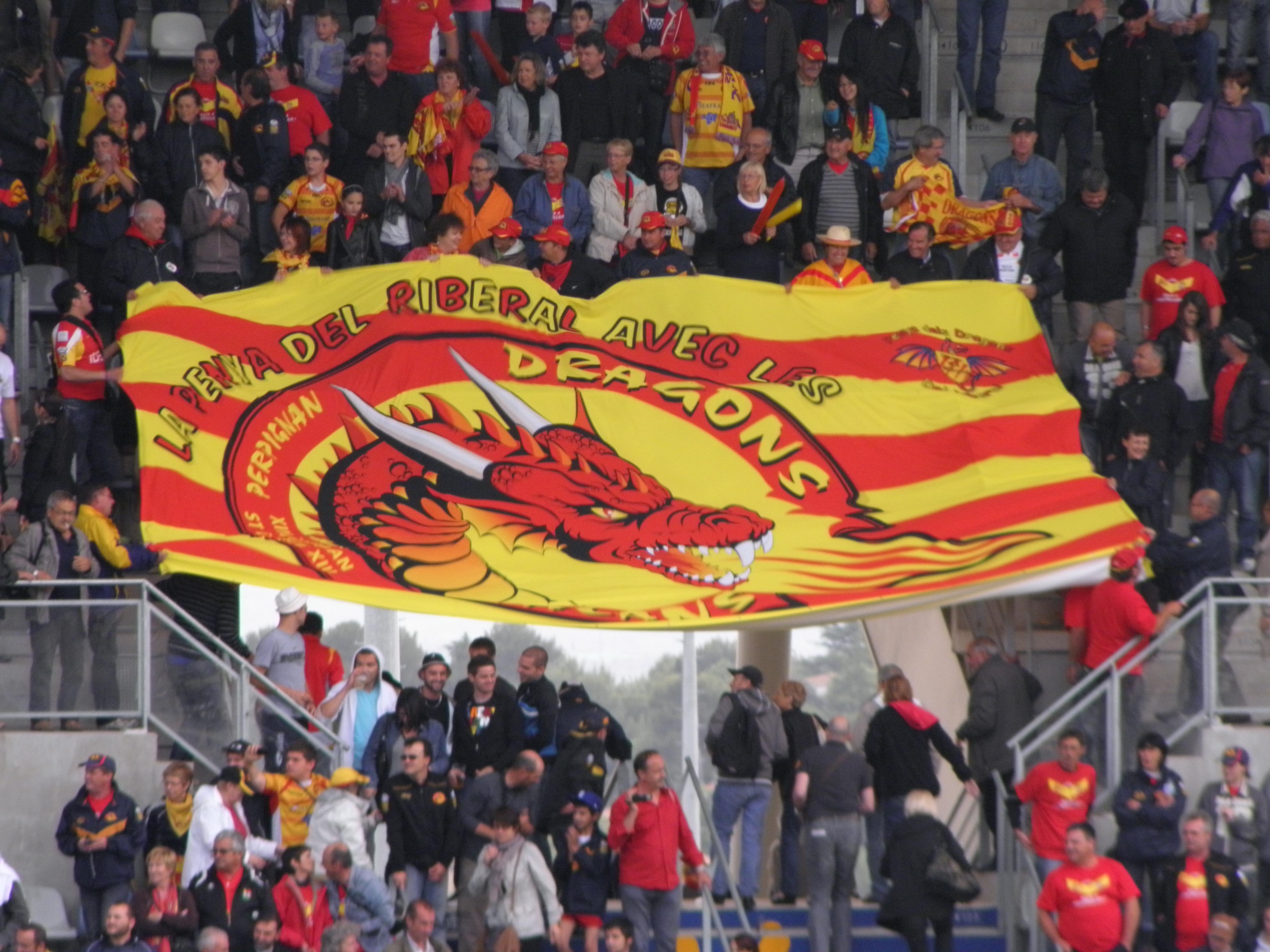
Les supporters catalans sont venus nombreux à Montpellier
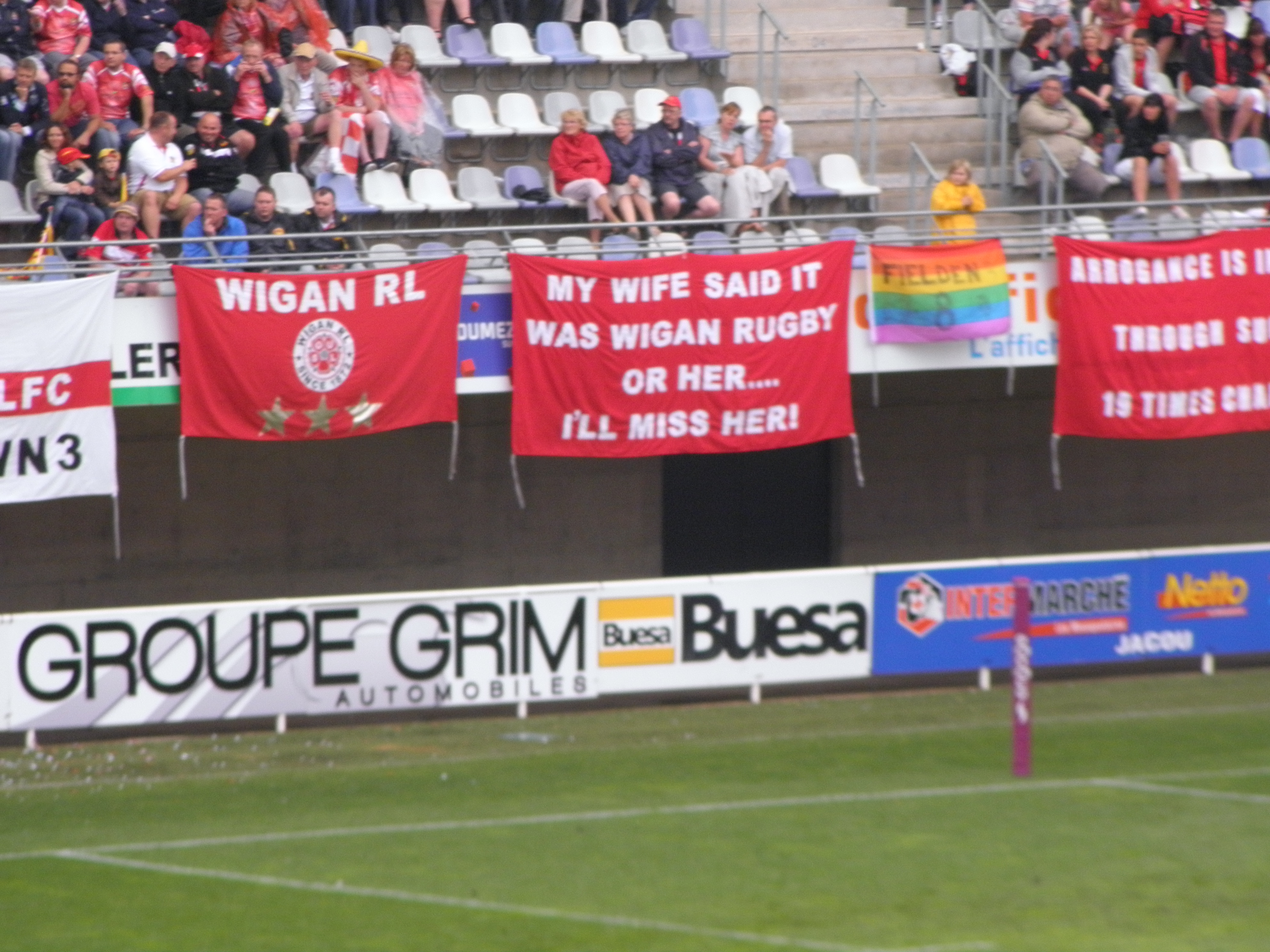
Ceux de Wigan aussi, avec des slogans humoristiques
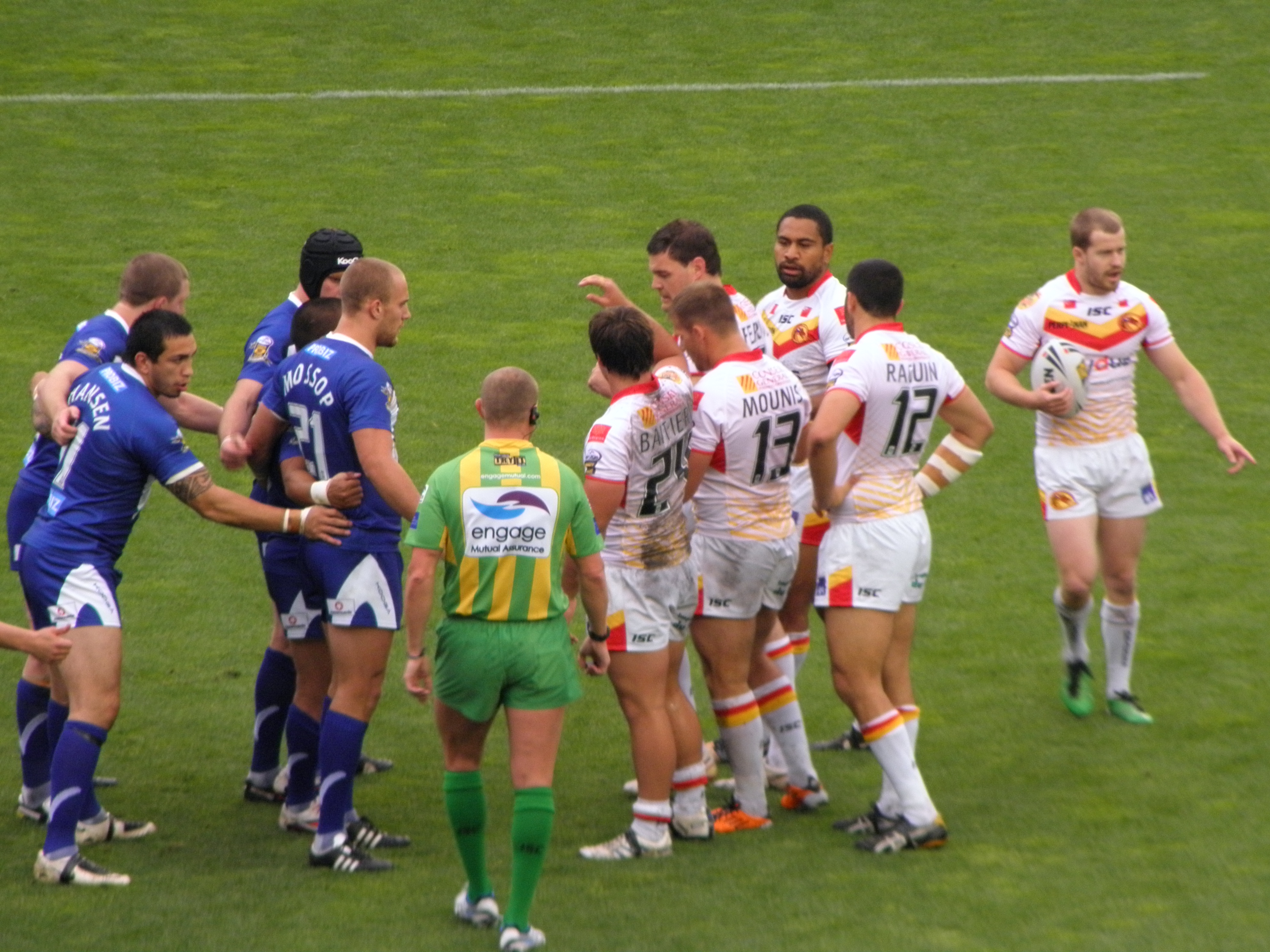
Mêlée entre les deux équipes
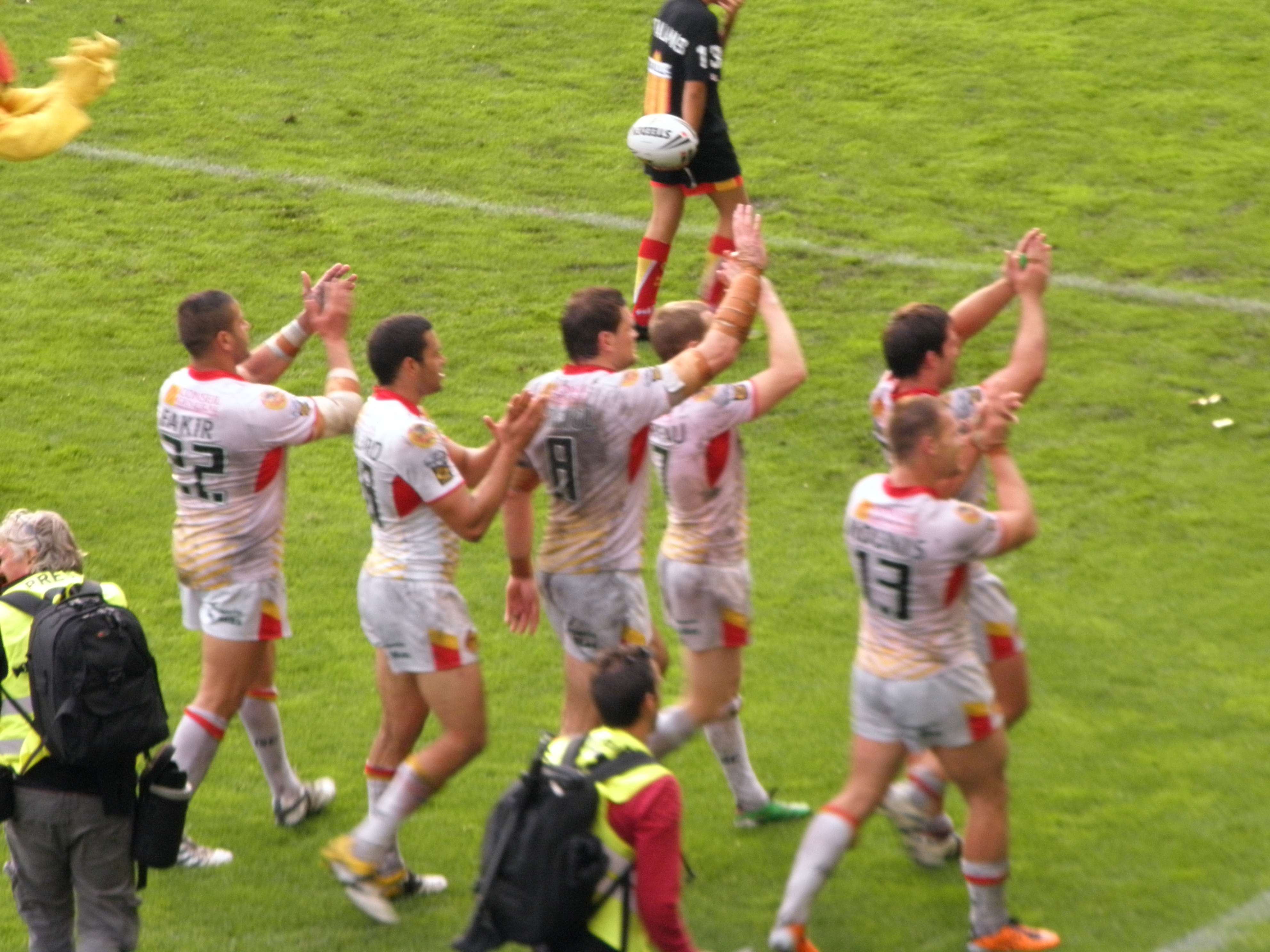
Les dragons remercient le public de Montpellier

##### Saison 2012
En 2012, les Dragons poursuivent sur leur lancée et terminent quatrième place en saison régulière leur permettant de prendre part aux phases finales. Lors de ces dernières, ils sont battus à deux reprises, tout d'abord par les Wigan Warriors (6-46) puis par les futurs champions, les Leeds Rhinos (20-27). Le botteur Scott Dureau est le meilleur réalisateur de la Super League et Rémi Casty tout comme Dureau sont présents dans l'équipe type de l'année 2012 en Super League.

#### 2013-2017: la période Laurent Frayssinous

##### Saison 2013

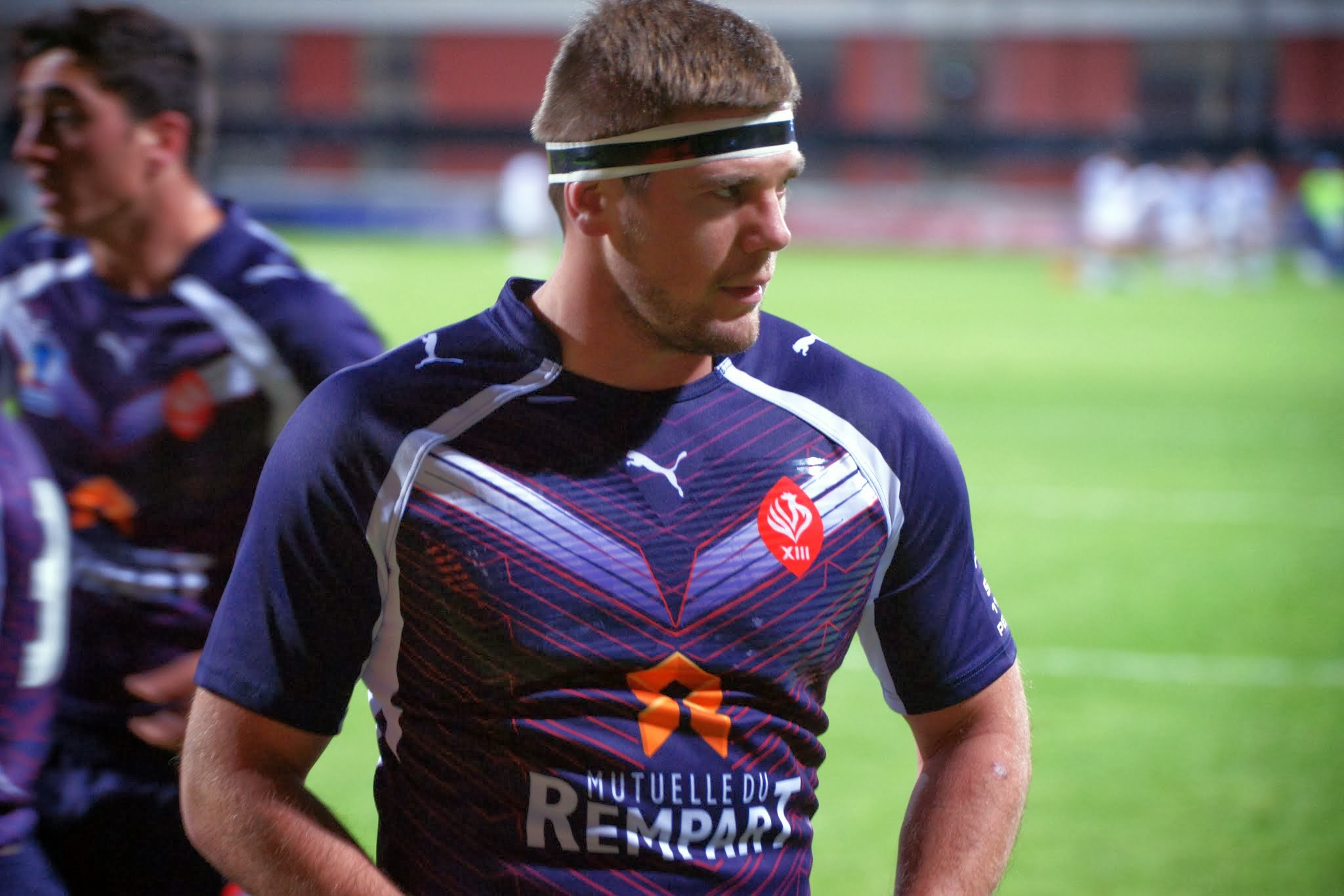
Rémi Casty effectue sa dernière saison chez les Dragons.

Trent Robinson quitte Perpignan pour entraîner les Sydney Roosters et est remplacé par Laurent Frayssinous devenant le premier Français à entraîner la franchise. La saison est plus compliquée à gérer, mais les Dragons parviennent malgré tout à terminer septième. Toutefois, ils sont éliminés dès le premier tour des phases finales par Hull FC 4-14.

##### Saison 2014
Les Dragons catalans réalisent un désastreux début de saison avec cinq défaites d'affilée avant de se reprendre et de poursuivre une remontée au classement. Ils parviennent à se hisser parmi le top 8 leur permettant de prendre part à la phase finale de la Super League. Opposé au premier tour aux Rhinos de Leeds, les Dragons réalisent un exploit en s'imposant pour la première fois sur la pelouse de Leeds. Au second tour, c'est sur le terrain des Giants d'Huddersfield que les Dragons enchaînent une nouvelle performance en s'imposant 18-16. Ils rejoignent ainsi les demi-finale de la Super League pour la seconde fois de son histoire (après 2009), ils sont opposés à St Helens RLFC.

#### 2017-: la période Steve McNamara

##### Saison 2017
Titulaires : Lewis Tierney - Fouad Yaha, Iain Thornley, Brayden Wiliame, Vincent Duport - Richard Myler, Luke Walsh - Sam Moa, Paul Aiton, Julian Bousquet, Louis Anderson, Justin Horo, Greg Bird (c)
Remplaçants : Benjamin Garcia, Jason Baitieri, Lucas Albert, Thibaut Margalet
Une fois Laurent Frayssinous congédié le 22 mai 2017 pour mauvais résultats, les Dragons catalans font appel au duo Jérôme Guisset-Michael Monaghan le temps de trouver un successeur. Le 19 juin 2017, le club officialise l'arrivée de l'ancien sélectionneur de l'équipe d'Angleterre Steve McNamara dans l'espoir d'accrocher la qualification au « Super 8's » réunissant les huit meilleures équipes de Super League et d'éviter la relégation en Championship. C'est la première fois qu'un entraîneur anglais est nommé à ce poste dans le club. McNamara ne parvient pas à qualifier les Dragons pour le « Super 8's » mais évite la relégation lors du match décisif appelé « Million Pound Game » contre les Centurions de Leigh 26-10.
De nombreux joueurs du club sont présents lors de la Coupe du monde 2017 : Lucas Albert, Jason Baitieri, Ilias Bergal, Lambert Belmas, Julian Bousquet, Nabil Djalout, Benjamin Garcia, Thibaut Margalet et Fouad Yaha (France) ainsi que Sam Moa (Tonga), Paul Aiton (Papouasie-Nouvelle-Guinée) et Brayden Wiliame (Fidji).

##### Saison 2018
Titulaires : Tony Gigot - Lewis Tierney, David Mead, Brayden Wiliame, Fouad Yaha - Josh Drinkwater, Samisoni Langi - Sam Moa, Michael McIlorum, Michaël Simon, Benjamin Jullien, Benjamin Garcia, Rémi Casty (c)
Remplaçants : Julian Bousquet, Jason Baitieri, Kenny Edwards, Mickaël Goudemand
En préparation de la saison 2018, les Dragons catalans prolongent l'aventure de Lewis Tierney et recrutent David Mead, Benjamin Jullien, Antoni Maria et Samisoni Langi. En revanche, Richard Myler, Justin Horo et Krisnan Inu quittent le club, et Thomas Bosc, meilleur botteur de l'histoire du club, et Luke Walsh (après un mois de compétition) prennent leurs retraites. McNamara nomme Thomas Bosc comme adjoint. Les clubs enregistrent après le coup d'envoi de la saison le retour de Tony Gigot et l'arrivée de l'Australien Josh Drinkwater.
Les Dragons catalans connaissent un début de saison très compliqué en Super League avec sept défaites en huit matchs. La remontée s'opère en avril après les arrivées de Josh Drinkwater et de Kenny Edwards avec une victoire contre les Giants d'Huddersfield puis une qualification en huitièmes de finale de Challenge Cup. Ce succès en Challenge Cup est suivi de cinq succès en six rencontres dont trois autres qualifications en Challenge Cup permettant aux Dragons d'y atteindre la finale pour la première fois depuis 2007. En finale à Wembley devant plus de 50 000 spectateurs, les Dragons catalans remportent le premier succès de son histoire en s'imposant 20-14 contre les Wolves de Warrington, finale au cours de laquelle Tony Gigot devient le premier Français à remporter le Lance Todd Trophy récompensant le meilleur joueur de la finale.
Parcours des Dragons catalans en Challenge Cup 2018
| Date       | Journée            | Équipe       | H/A | Stade                | Résultat | Score | Essais                                                                             | Buts                              | Spect. |
| ---------- | ------------------ | ------------ | --- | -------------------- | -------- | ----- | ---------------------------------------------------------------------------------- | --------------------------------- | ------ |
| 22/04/2018 | 5e tour            | York City    | E   | Bootham Crescent     | Victoire | 34-22 | Yaha, Baitieri, Simon, Albert, Broughton, Bird                                     | Albert (5)                        | 3 081  |
| 12/05/2018 | Huitième de finale | Whitehaven   | D   | Stade Gilbert-Brutus | Victoire | 56-10 | Broughton (3), McIlorum, Drinkwater, Goudemand (2), Maria, Bousquet, Duport, Gigot | Drinkwater (6)                    | 2 533  |
| 31/05/2018 | Quart de finale    | Huddersfield | E   | John Smith's Stadium | Victoire | 20-6  | Mead, Bird                                                                         | Drinkwater (6)                    | 2 151  |
| 05/08/2018 | Demi-finale        | St Helens    | N   | Macron Stadium       | Victoire | 35-16 | Tierney, Garcia (2), Gigot et Moa                                                  | Drinkwater (7) et 1 drop de Gigot | 26 086 |
| 25/08/2018 | Finale             | Warrington   | N   | Wembley Stadium      | Victoire | 20-14 | Tierney, Garcia et Wiliame                                                         | Drinkwater (4)                    | 50 672 |

##### Saison 2019
Titulaires : Tony Gigot - Fouad Yaha, David Mead, Brayden Wiliame, Lewis Tierney - Samisoni Langi, Greg Bird - Julian Bousquet, Michael McIlorum, Sam Moa, Kenny Edwards, Matt Whitley, Rémi Casty (c)
Remplaçants : Benjamin Garcia, Mickaël Simon, Jason Baitieri, Sam Kasiano
En cette saison 2019, les Dragons Catalans voient les départs de Vincent Duport, Louis Anderson, Josh Drinkwater, Luke Walsh et Iain Thornley. Ils misent sur l'un des meilleurs joueurs de Super League Sam Tomkins, le retour de Fouad Yaha parti au rugby à XV, et les arrivées de Matty Smith et Matt Whitley, puis de Sam Kasiano venu de Melbourne fin mars 2019. Après une première partie de saison poussif où les Dragons sont capables du meilleur tels que les victoires contre St Helens, Warringtonou Castleford, comme du pire avec de sévères défaites contre Salford 0-46, Wigan 0-42 ou St Helens 14-50. Ils atteignent la troisième place provisoire de la Super League lors de leur victoire dans le célèbre stade de football du FC Barcelone le Camp Nou 33-16 contre Wigan devant 31 555 spectateurs. Ce succès est confirmé la semaine suivante devant 30 057 spectateurs contre Wakefield 25-18 à Anfield Road, antre du club de football du FC Liverpool.
Toutefois, ces deux succès de prestige sont suivis de véritables contre-performances puisque les Dragons enregistrent une série de quatre défaites et d'une élimination de la Challenge Cup contre Hull FC 8-51. Les Dragons finissent la saison très éloignés de leur ambition initiale avec une septième place au général à la suite d'une nouvelle série de cinq défaites consécutives lors des cinq derniers matchs.

##### Saison 2020
La saison 2020 est chamboulée par la pandémie de Covid-19 qui longtemps a menacé la bonne tenue de la compétition. Les Dragons enregistrent les arrivées notables de l'international australien James Maloney, de l'international anglais et frère de Sam Tomkins Joel Tomkins et le retour de Josh Drinkwater. Ils ne disputent que treize rencontres de Super League mais suffisantes pour se qualifier en phase finale avec huit victoires et une quatrième place en saison régulière qui constitue son meilleur classement depuis la saison 2012. En barrages, ils affrontent Leeds qu'ils battent 26-14 et se qualifient pour les demi-finales de la Super League. Ils sont opposés au vainqueur de la saison régulière et tenant du titre St Helens. Cette rencontre tourne à l'avantage des Anglais qui s'imposent facilement 48-2 dans un match à sens.

##### Saison 2021
Titulaires : Sam Tomkins - Thomas Davies, Samisoni Langi, Dean Whare, Fouad Yaha - James Maloney (o), Josh Drinkwater (m) - Gil Dudson, Michael McIlorum, Julian Bousquet, Matthew Whitley, Michael McMeeken, Benjamin Garcia (c)
Remplaçants : Arthur Mourgue, Mickaël Goudemand, Joel Tomkins, Sam Kasiano
La saison 2021 voit le départ de joueurs cadres, le capitaine Rémi Casty, David Mead et Sam Moa entre autres et ne voit l'arrivée que de deux joueurs Gil Dudson et Michael McMeeken. Cette saison est aussi conjuguée avec l'éclosion de nombreux jeunes auxquels McNamara fait confiance et seront déterminants dans la réussite sportive du club symbolisé par Arthur Mourgue, Joe Chan et Matthieu Laguerre. Par ailleurs, Sam Tomkins réalise sa meilleur saison sous les couleurs catalanes et James Maloney veut terminer sa carrière professionnelle sans regret. Les Dragons s'annoncent au fil de l'année comme l'équipe à battre mais réalisent une impressionnante série de douze victoires d'affilée, ils s'imposent à dix-neuf reprises en vingt-trois rencontres et la victoire à trois journées de la fin contre St Helens leur assure pour la première fois le titre de la saison régulière. En phase finale, ils battent en demi-finale l'équipe surprise de la fin de saison Hull KR 28-10 pour se qualifier pour sa première finale de Super League de son histoire. Sam Tomkins, Thomas Davies, James Maloney et Sam Kasiano sont nommés dans l'équipe de la saison.

## Personnalités historiques du club

### Entraîneurs
Pour son intégration en Super League, les Dragons catalans embauchent l'Australien Mick Potter qui s'occupait de l'équipe junior de Nouvelle-Galles du Sud. Il reste trois saisons permettant au club d'atteindre la finale de la Challenge Cup en 2007 et une troisième place en Super League en 2008, année où il est nommé meilleur entraîneur de la Super League. Il permet ainsi en trois ans au club de jouer les premiers rôles du Championnat.
Enrôlé par St Helens, Potter cède sa place à l'Australien Kevin Walters. Ce dernier atteint la finale préliminaire en 2009 mais en 2010 les Dragons terminent dernier de Super League. Walters n'est pas reconduit et laisse sa place à l'Australien Trent Robinson.
Les Dragons catalans renouent avec le succès avec Robinson et redeviennent un prétendant au titre lors des saisons 2011 et 2012 avec notamment une quatrième place en 2012, mais ne parvient pas à se qualifier pour la finale. Robinson rejoint ensuite les Roosters de Sydney et Laurent Frayssinous devient en 2013 le premier Français à entraîneur le club.
Frayssinous reste quatre saisons et demi au club, il connaît une demi-finale de Super League en 2014 mais les résultats sont moins réguliers qu'avec Robinson. Lors de la saison 2017, il est remplacé en cours de saison dans un premier temps par le duo Jérôme Guisset-Michael Monaghan en place durant un mois pour la transition, puis dans un deuxième temps avec l'ancien sélectionneur de l'équipe d'Angleterre l'Anglais Steve McNamara qui permet au club d'éviter une relégation cette même année. Ce dernier construit ensuite une équipe qui remporte la Challenge Cup en 2018 et atteint la finale de la Super League en 2021.
| Rang | Nom                 | Période   |
| ---- | ------------------- | --------- |
| 1    | Mick Potter         | 2006-2008 |
| 2    | Kevin Walters       | 2009-2010 |
| 3    | Trent Robinson      | 2011-2012 |
| 4    | Laurent Frayssinous | 2013-2017 |

| Rang | Nom                             | Période     |
| ---- | ------------------------------- | ----------- |
| 5    | Jérôme Guisset Michael Monaghan | 2017-2017   |
| 6    | Steve McNamara                  | 2017 - 2025 |

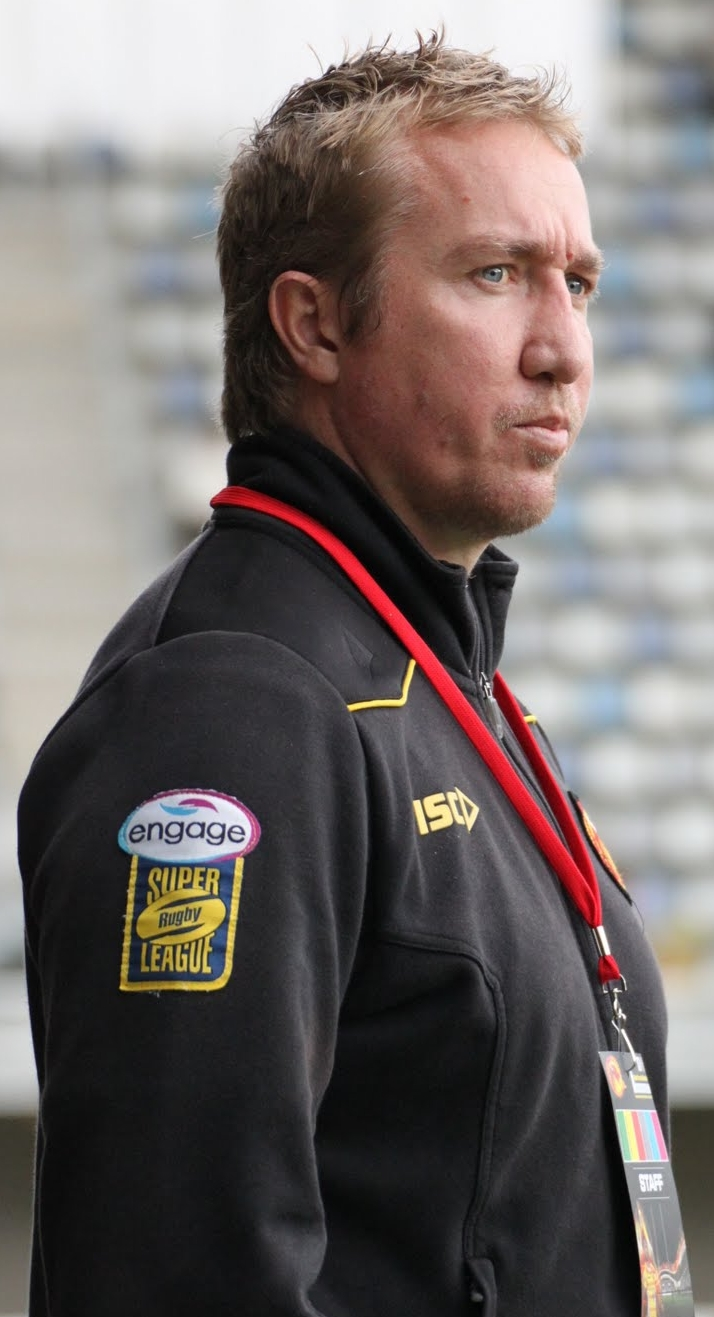
Trent Robinson, entraîneur de 2011 à 2012.
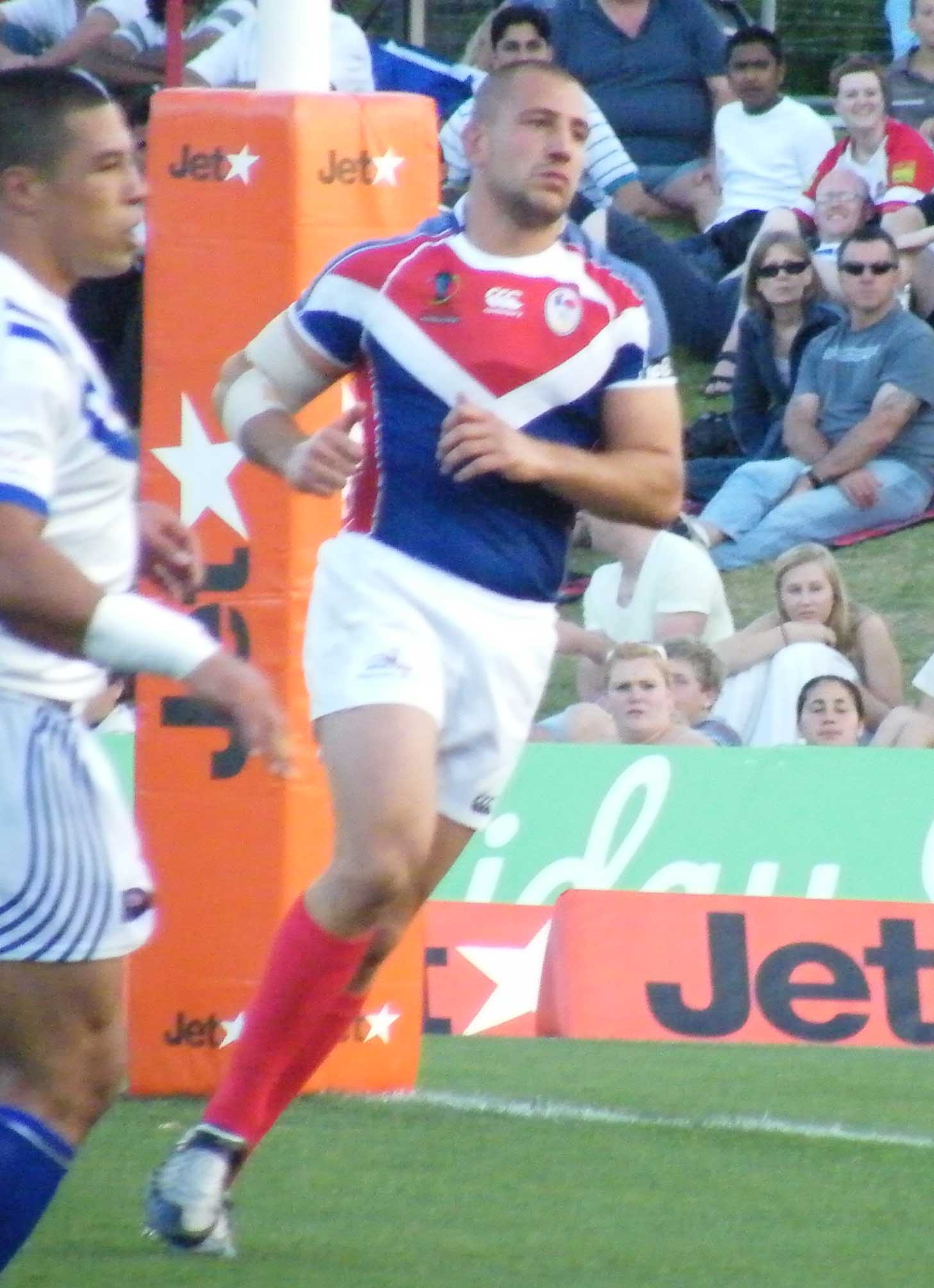
Jérôme Guisset assure l'interim en 2017.
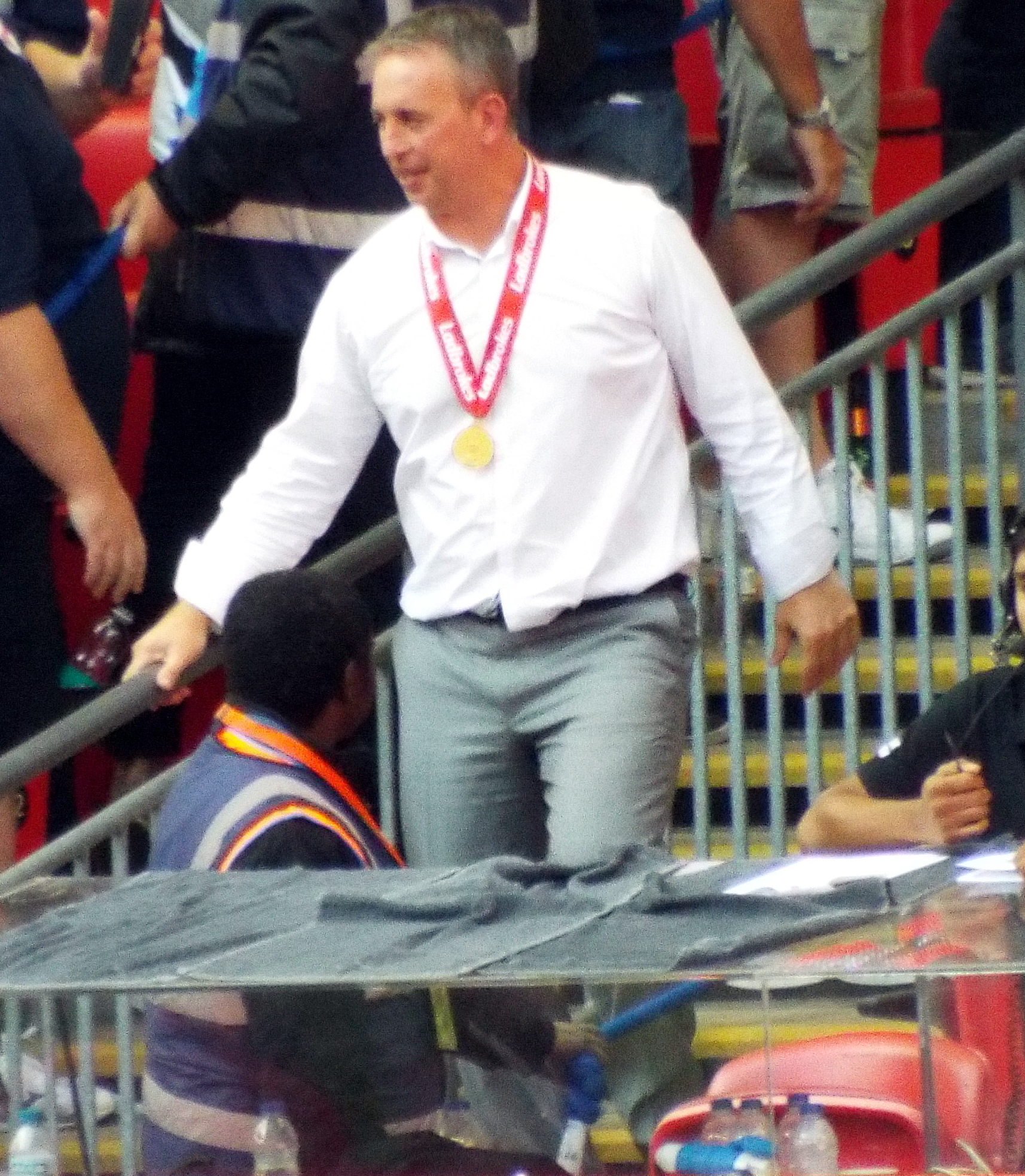
Steve McNamara, entraîneur des Dragons depuis 2017.

### Joueurs emblématiques
Plusieurs joueurs des Dragons catalans ont été nommés dans l'équipe type de la Super League : Justin Murphy en 2006, Adam Mogg en 2007, Clint Greenshields en 2008, Steve Menzies en 2011, Scott Dureau en 2011 et 2012 (et l'Albert Goldthorpe Medal en 2012), Rémi Casty en 2012 et 2018, Elliott Whitehead en 2014, Zeb Taia en 2015, Sam Tomkins, Thomas Davies, James Maloney, Sam Kasiano en 2021, et Tom Johnstone en 2023.
Le meilleur marqueur d'essais de l'histoire des Dragons est Vincent Duport avec 87 essais devançant d'une unité Fouad Yaha. Par ailleurs, d'autres joueurs ont également marqué le club tels que Benjamin Garcia (sacré meilleur joueur du club en 2017), Stacey Jones ou Tony Gigot (meilleur joueur de la finale de la Challenge Cup en 2018, le Harry Sunderland Trophy).
Les différents capitaines des Dragons depuis leur création sont : Jérôme Guisset, Grégory Mounis, Stacey Jones, Jason Croker, Alex Chan, Casey McGuire, Olivier Elima, Greg Bird, Thomas Bosc, Rémi Casty, Jason Baitieri et Benjamin Garcia.

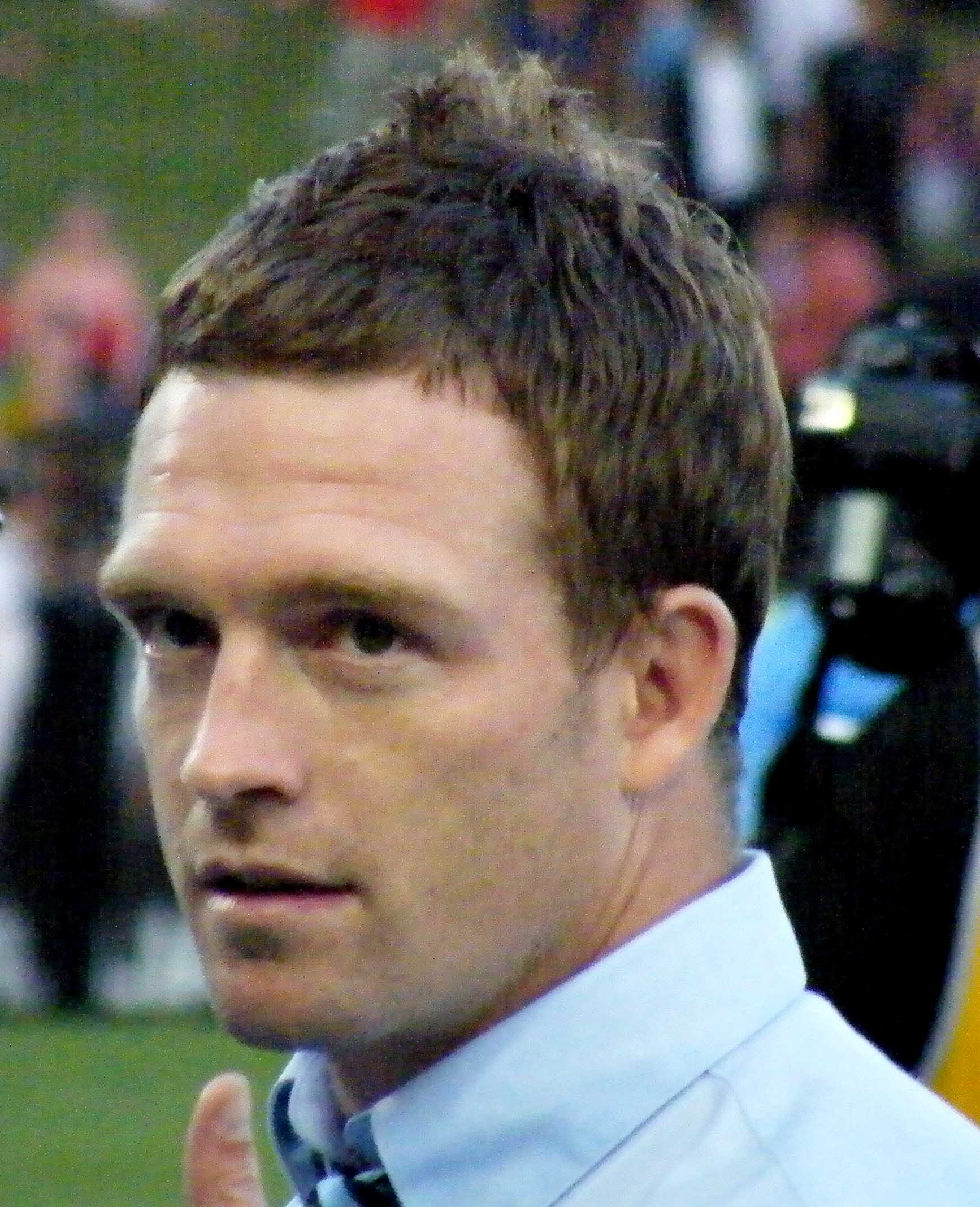
Justin Murphy
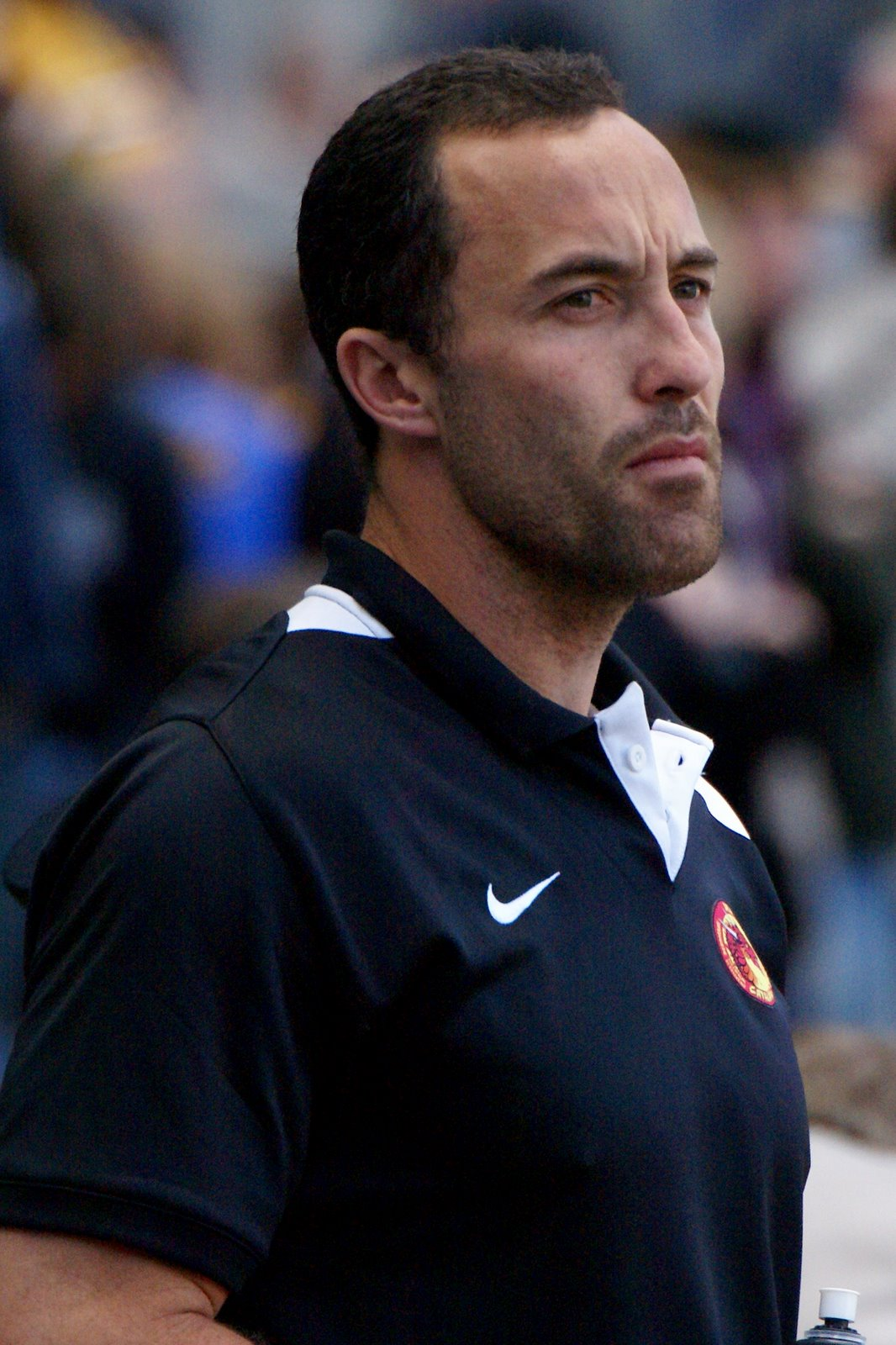
Adam Mogg
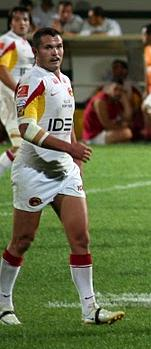
Clint Greenshields
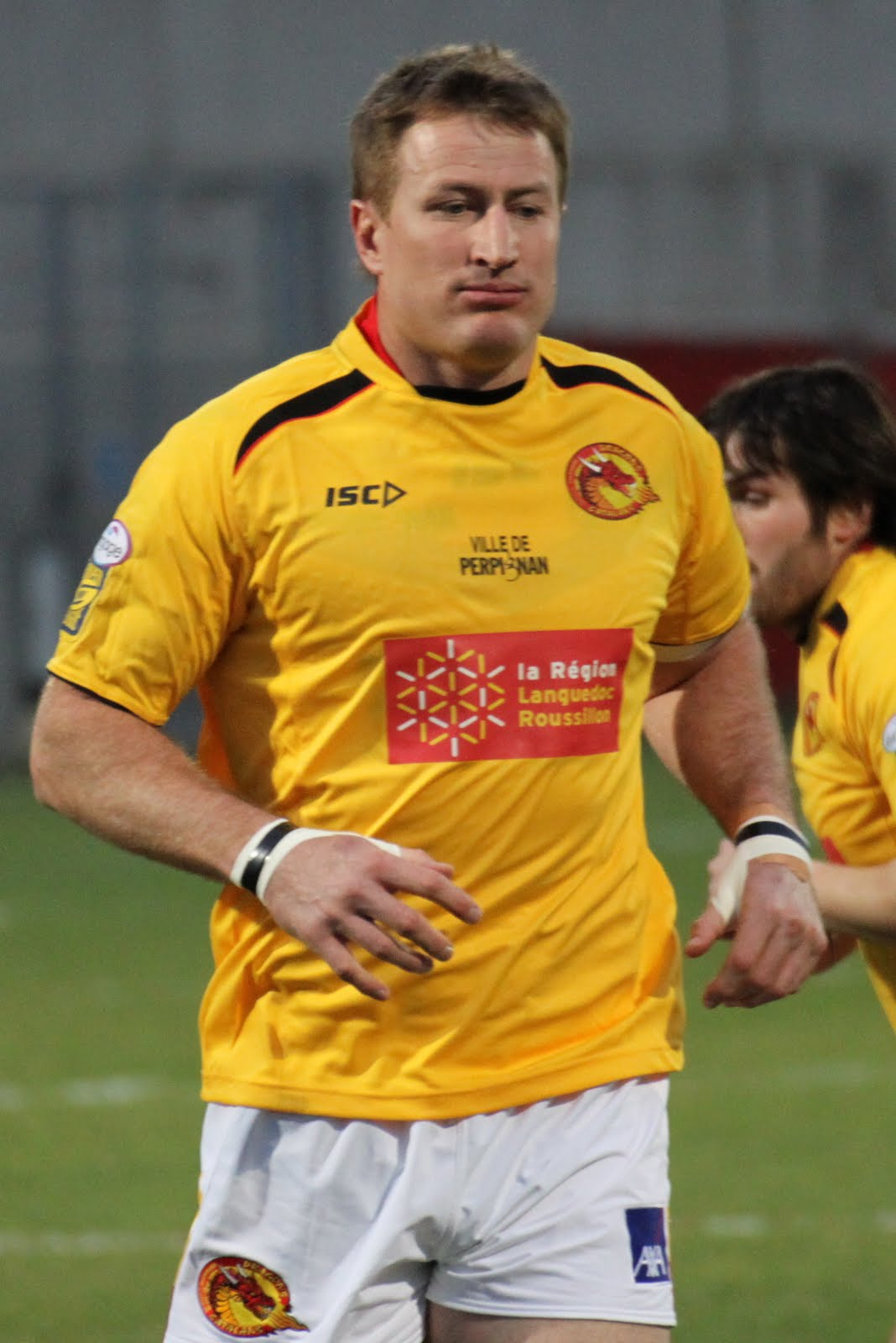
Steve Menzies
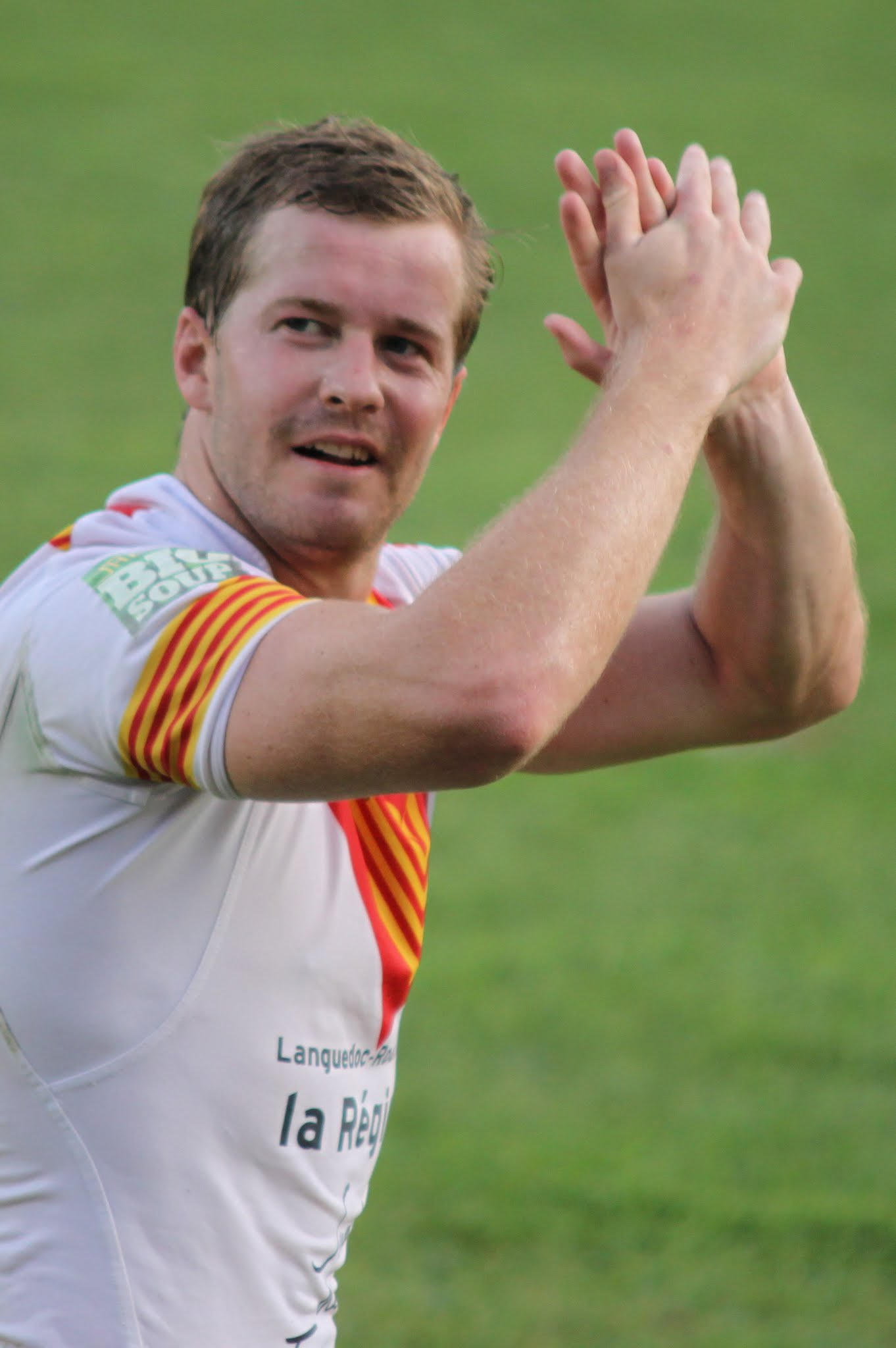
Scott Dureau
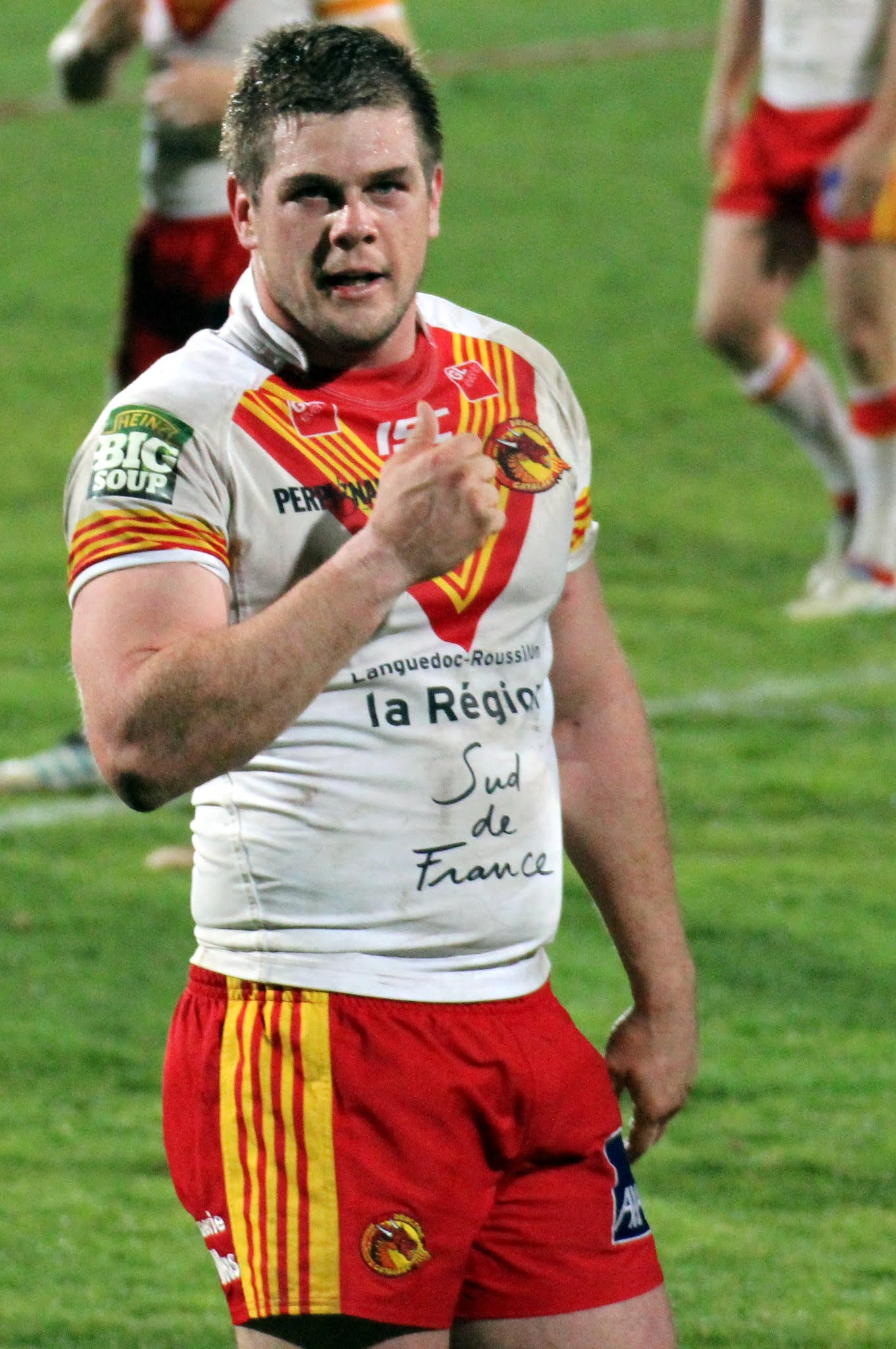
Rémi Casty
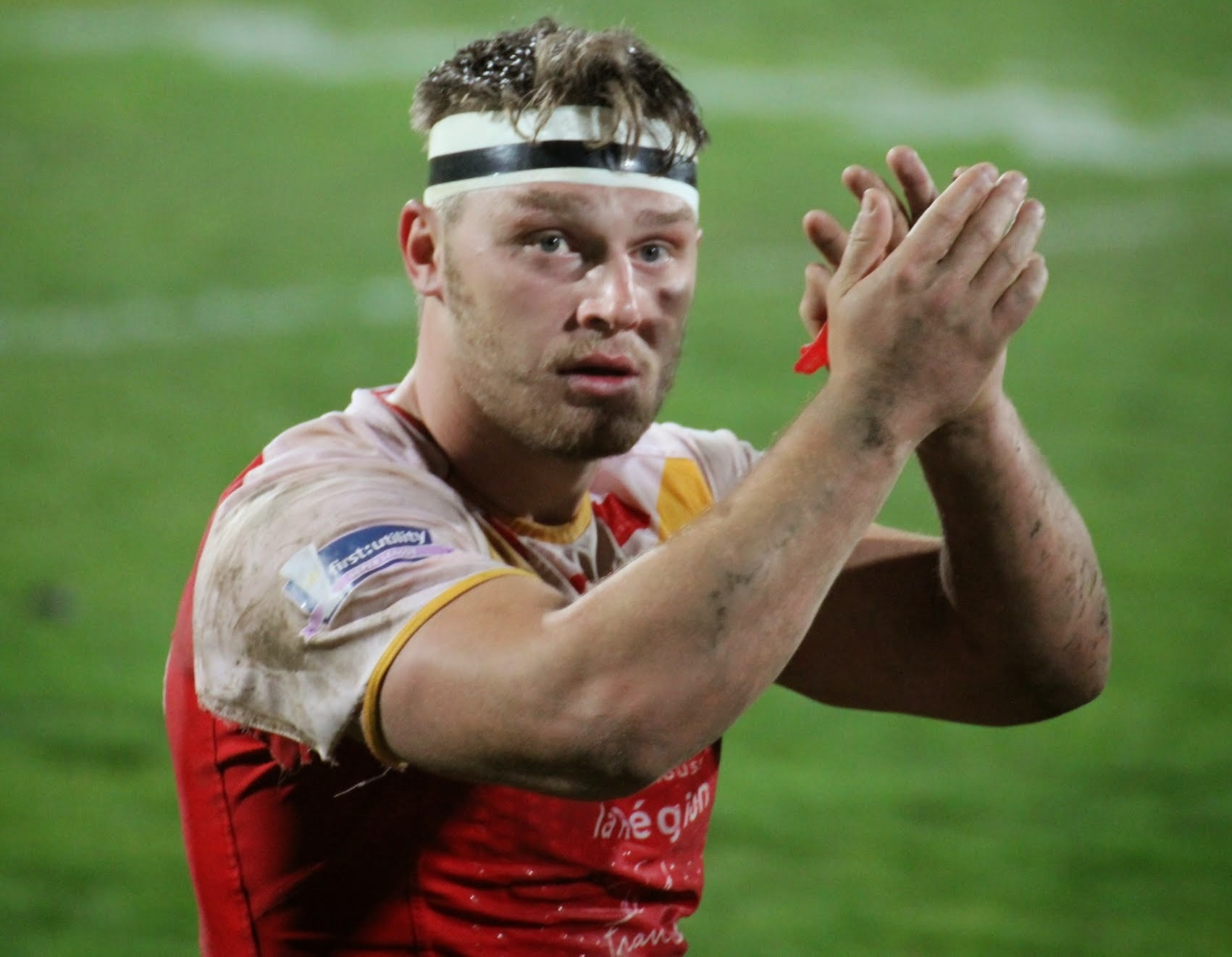
Elliot Whitehead
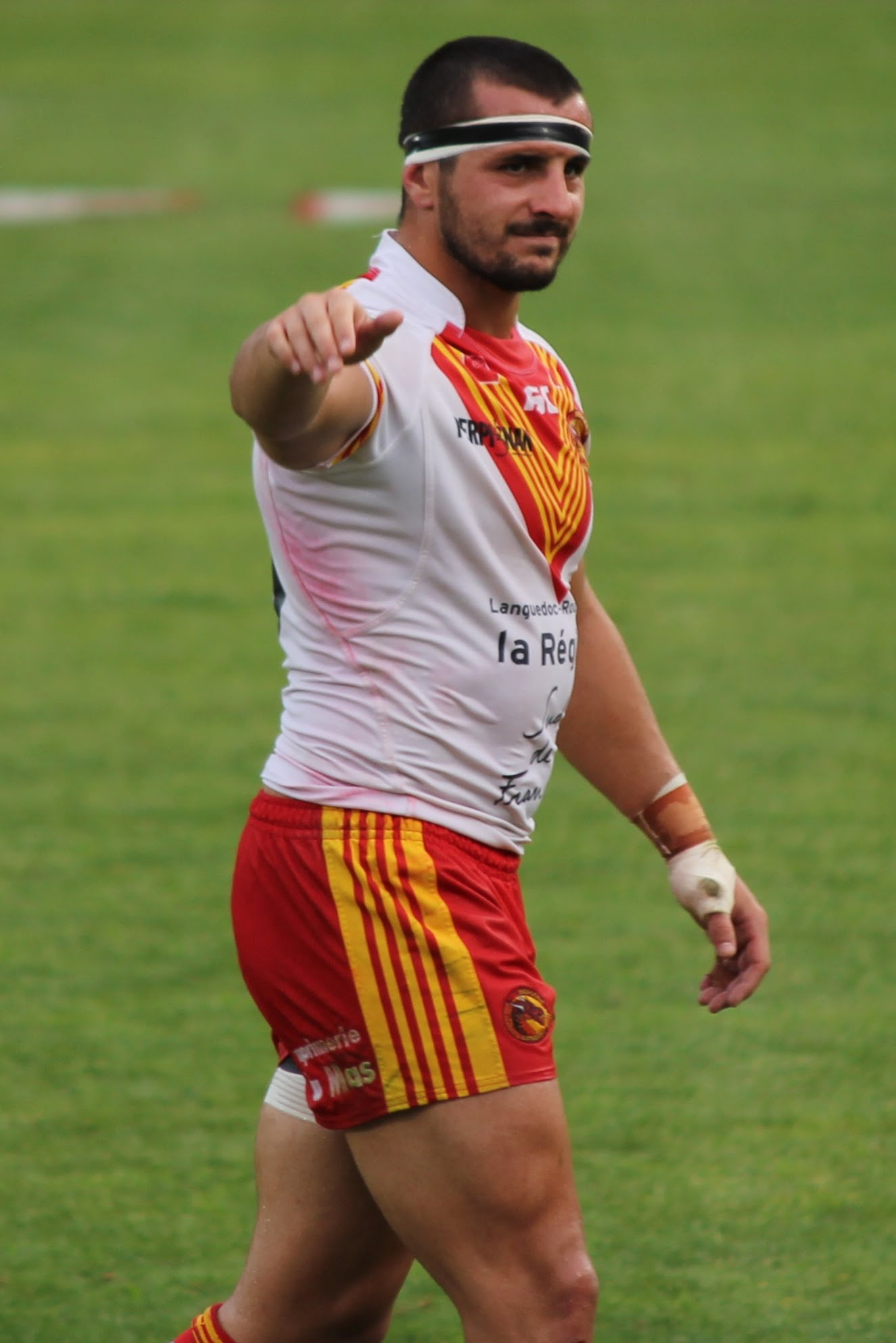
Vincent Duport
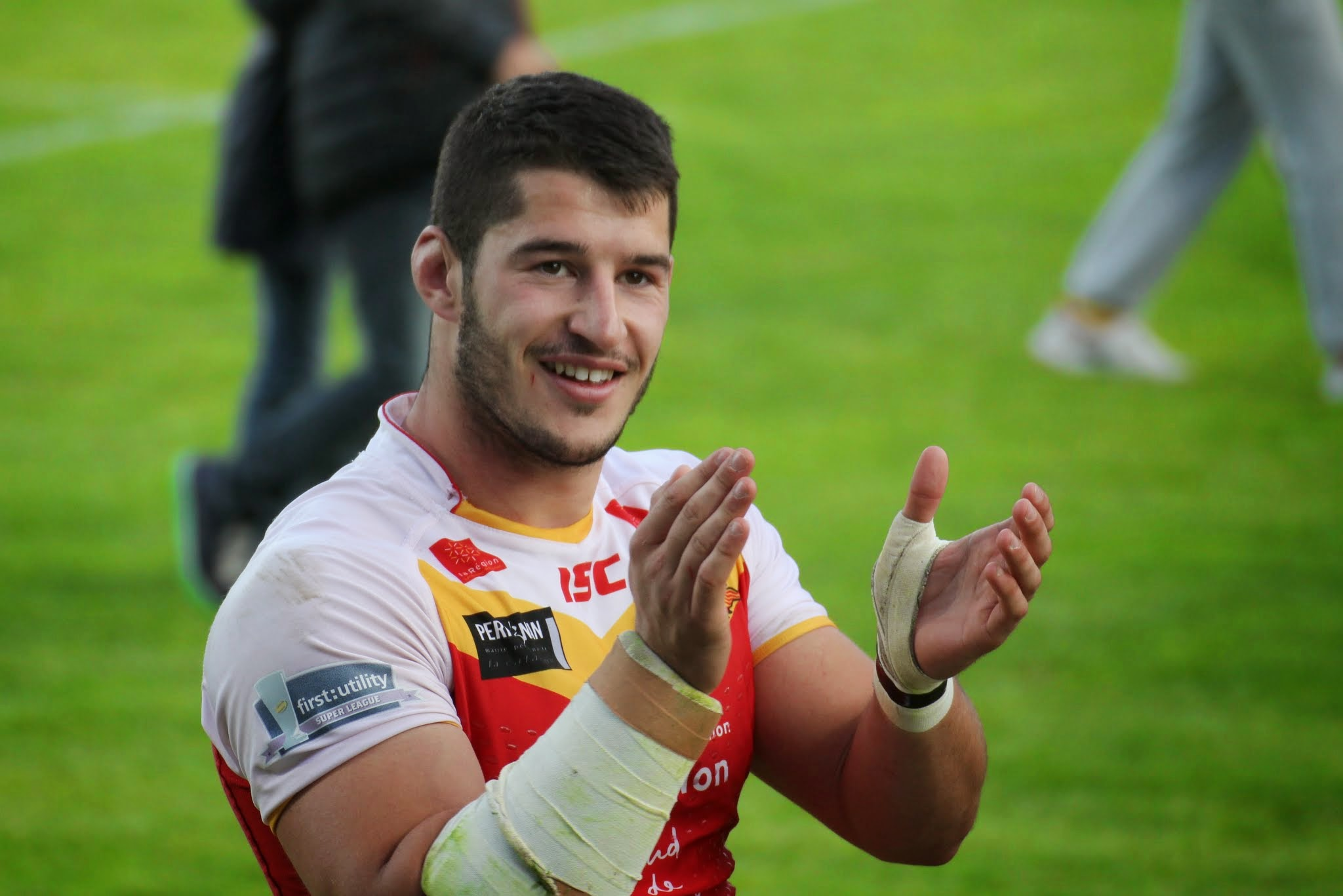
Benjamin Garcia
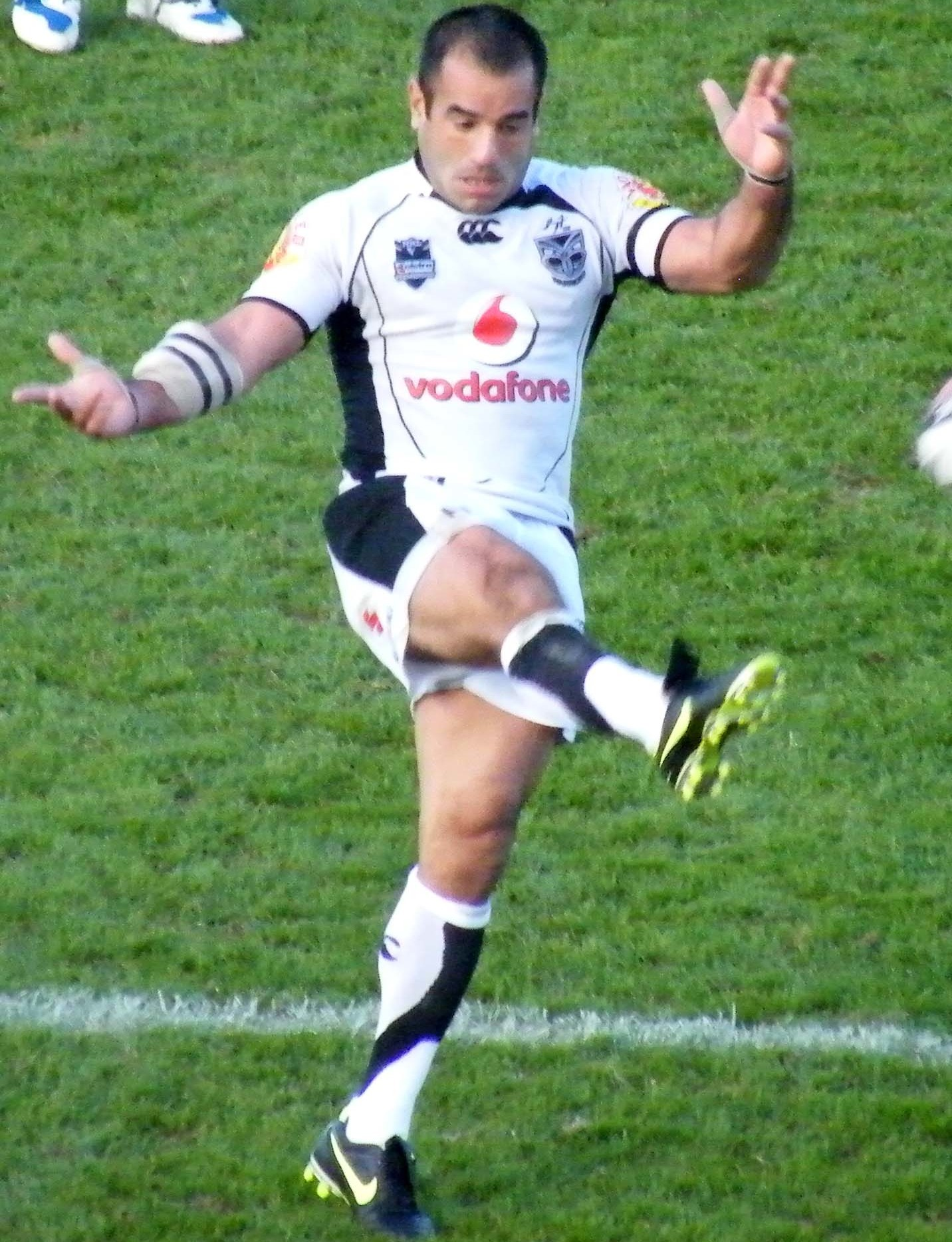
Stacey Jones
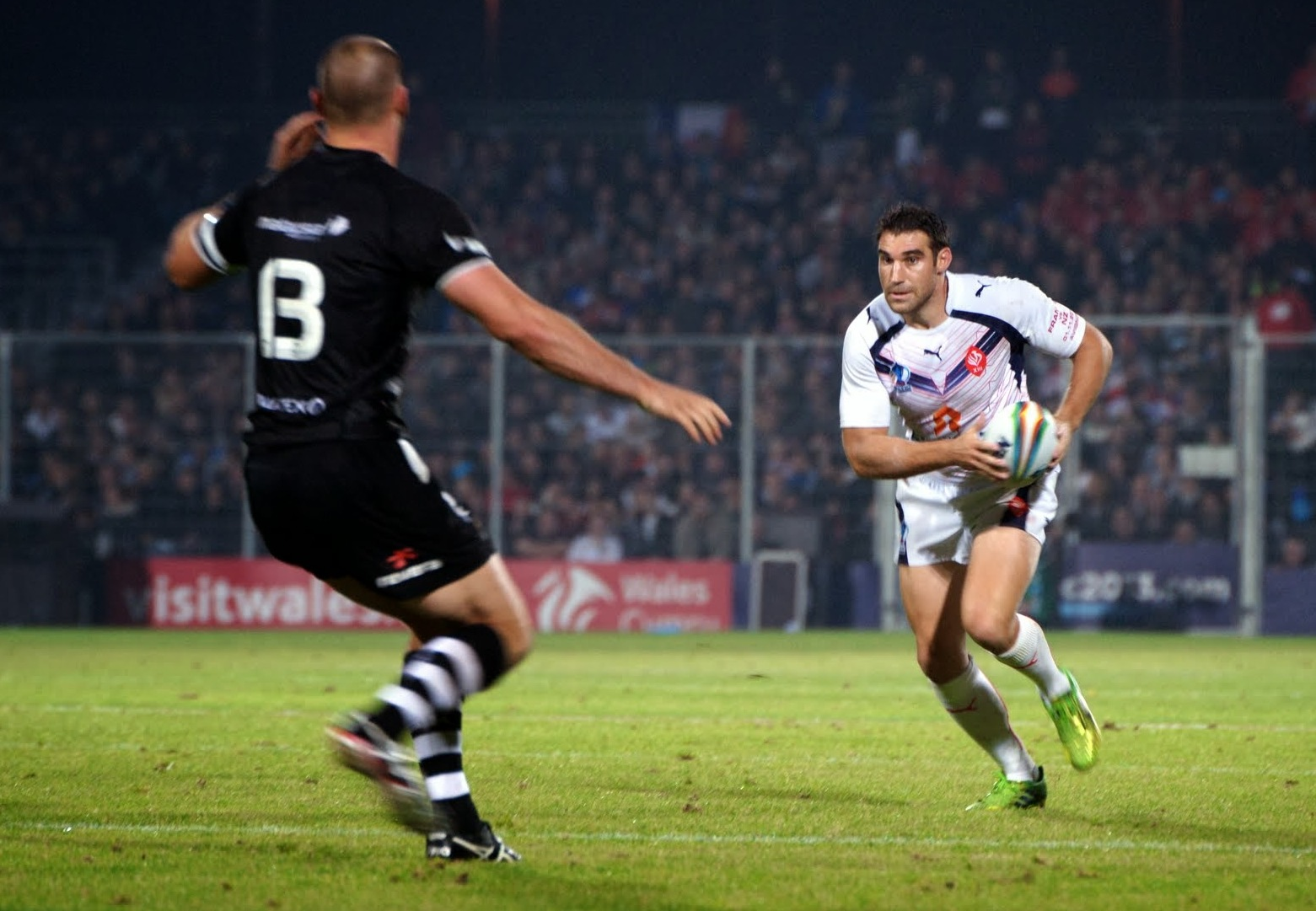
Thomas Bosc
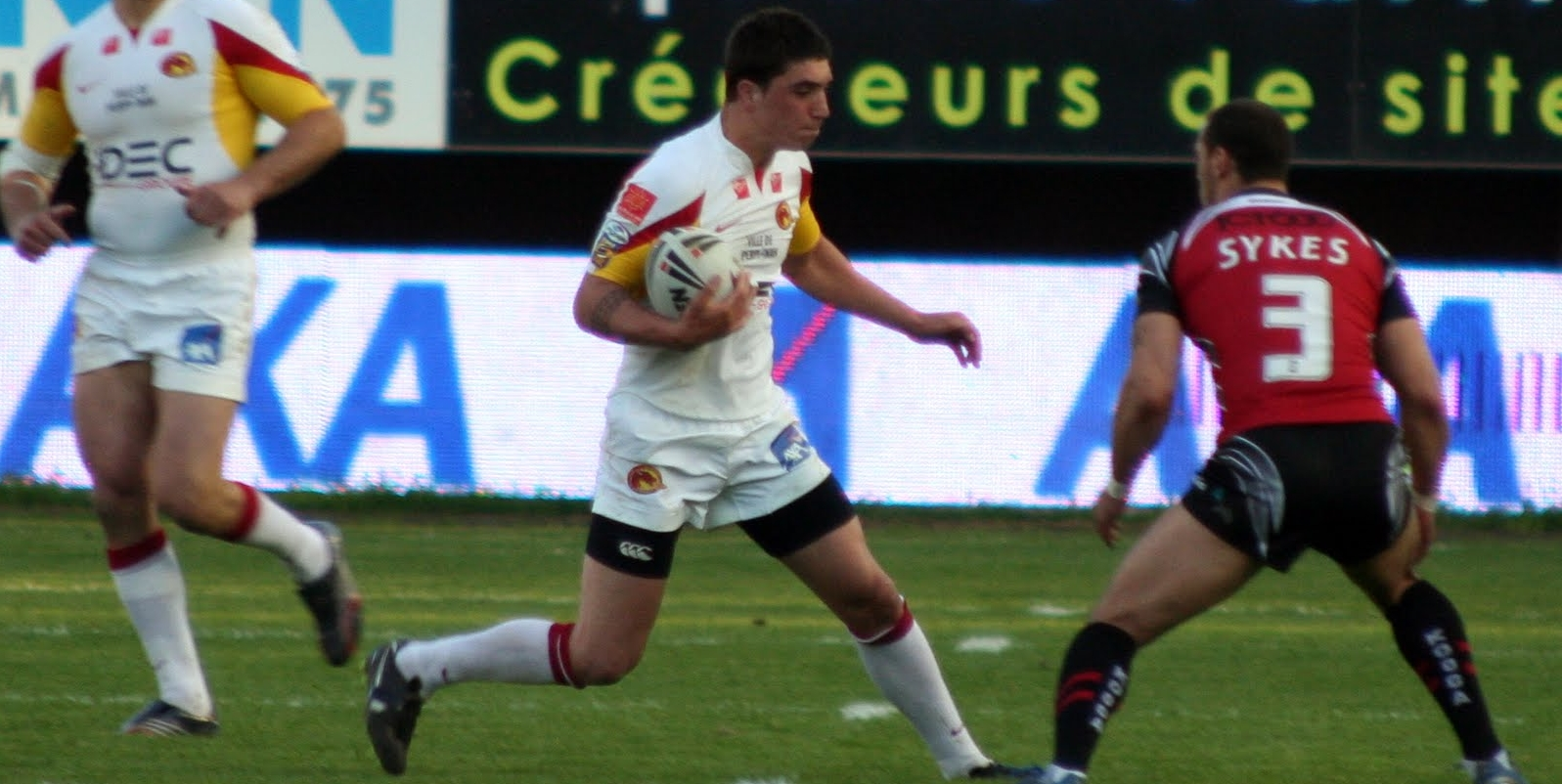
Tony Gigot
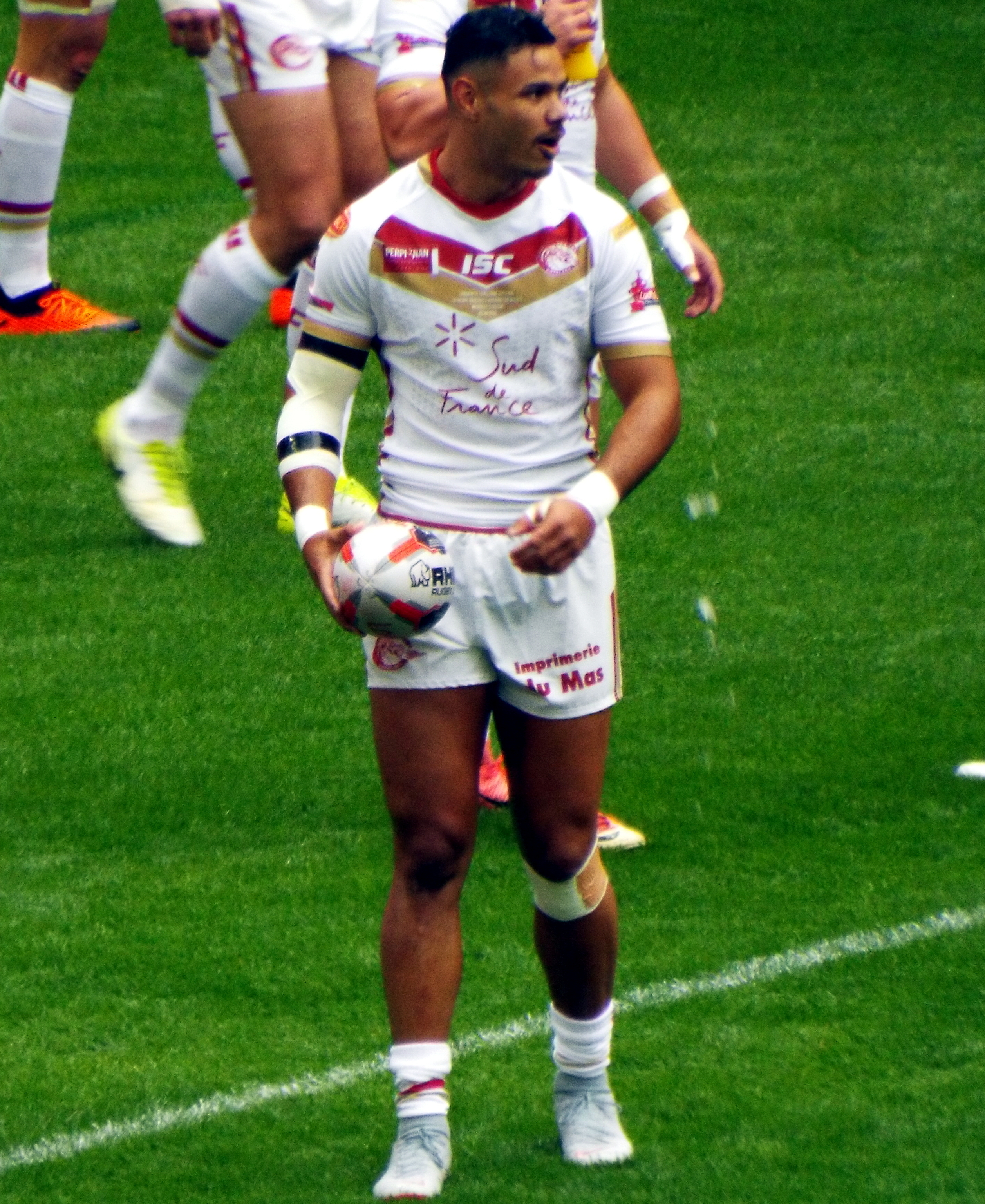
Brayden Wiliame
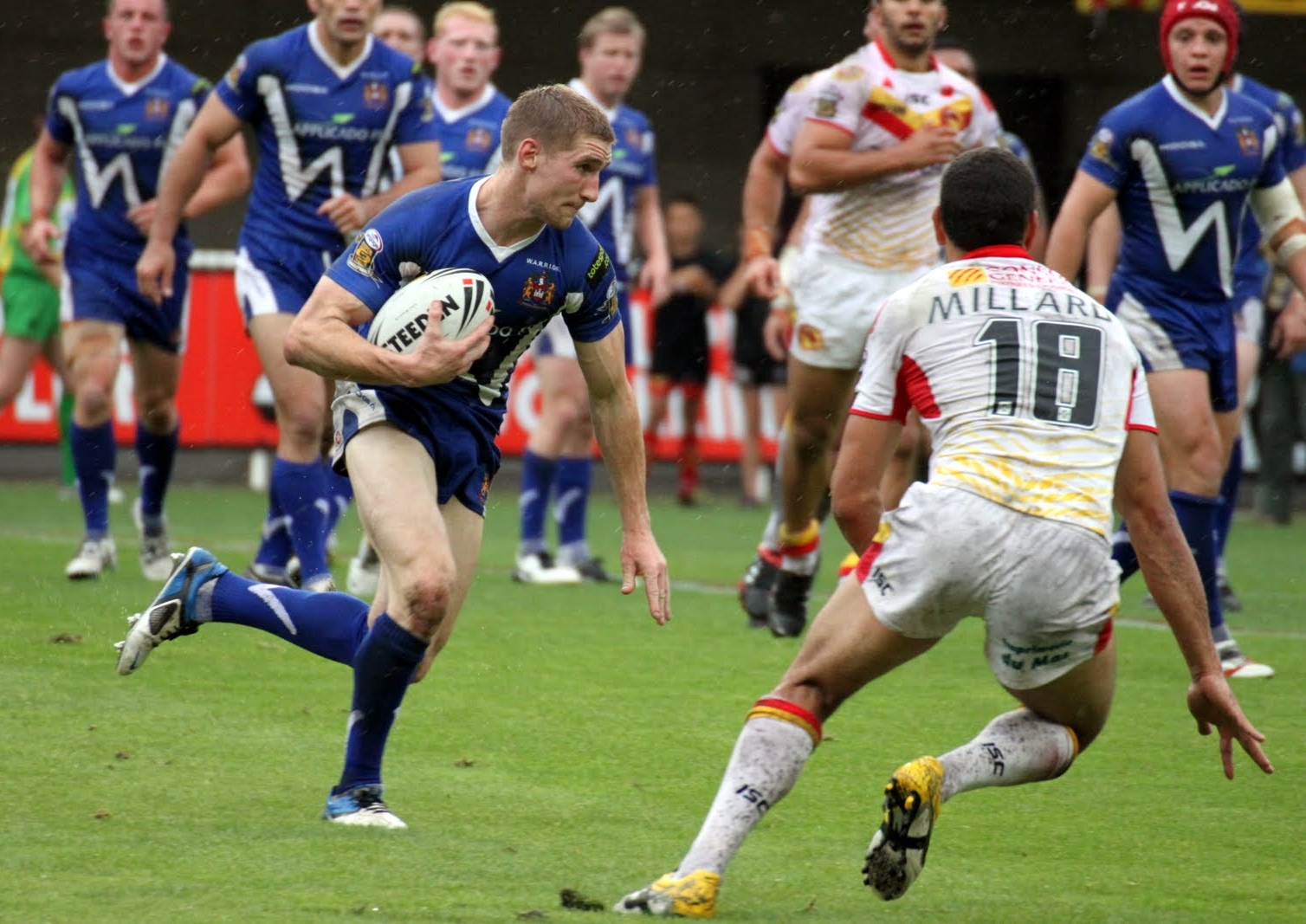
Sam Tomkins
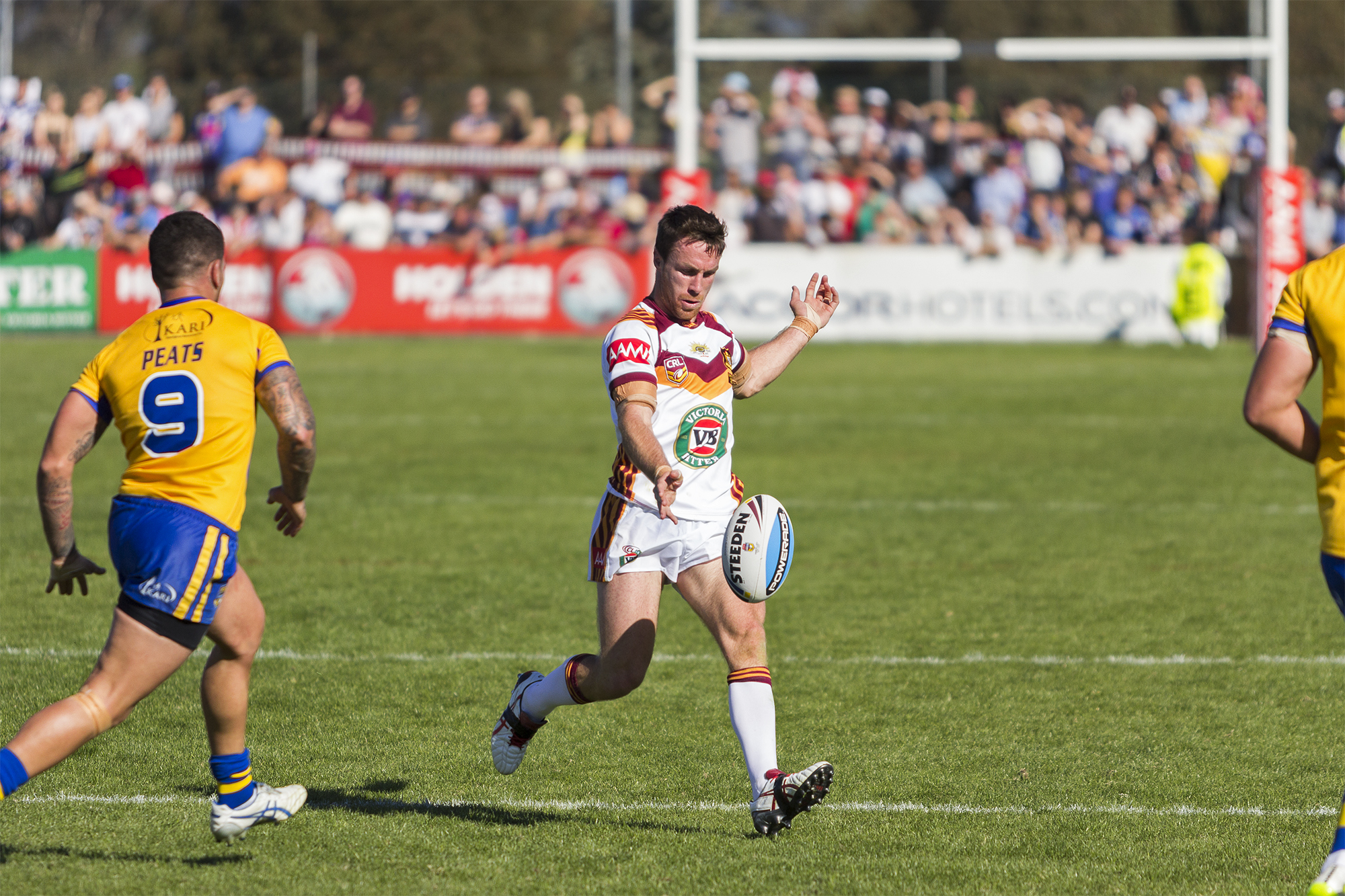
James Maloney
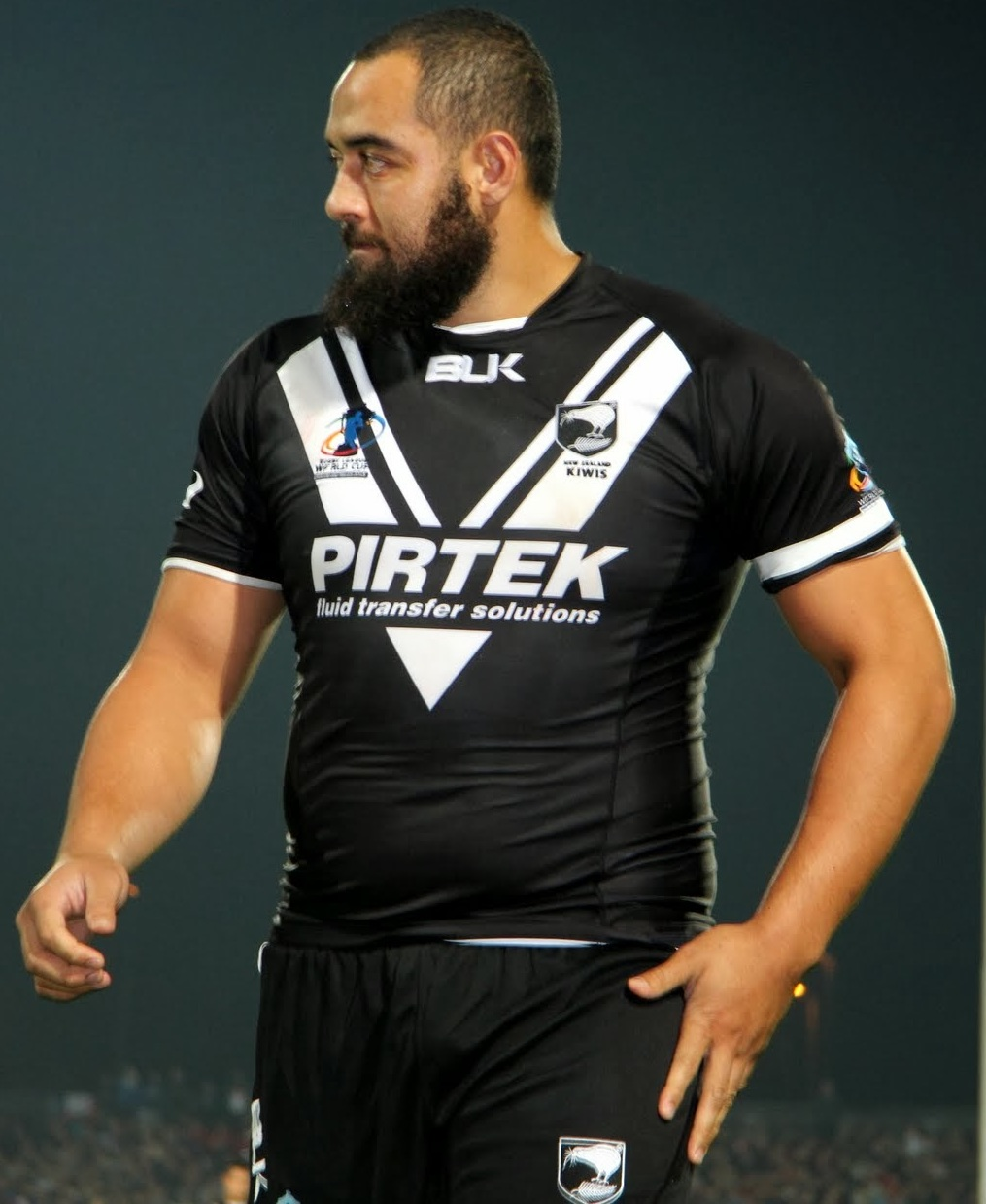
Sam Kasiano
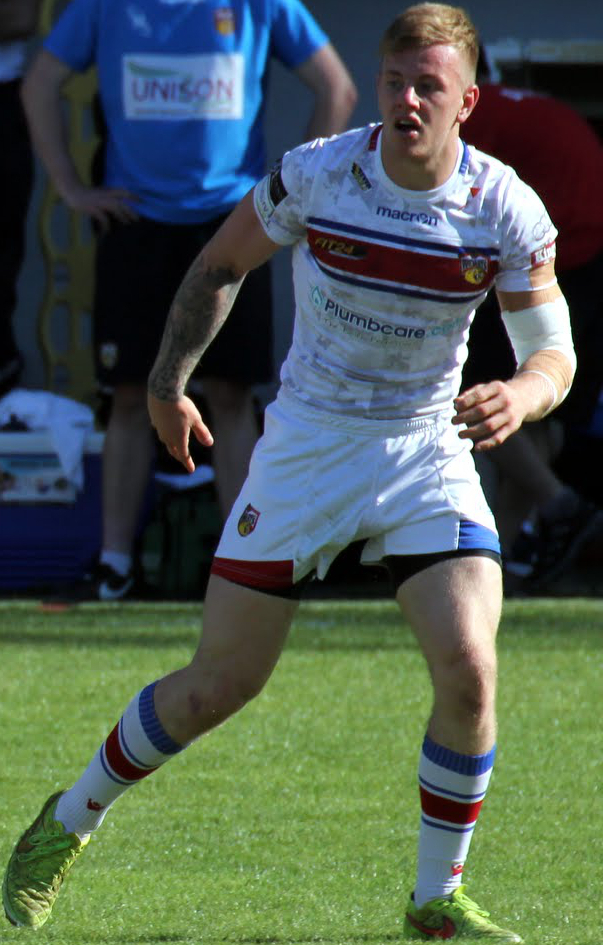
Tom Johnstone

| Pos° | Nom du joueur   | Carrière au club | Matchs |
| ---- | --------------- | ---------------- | ------ |
| 1    | Rémi Casty      | 2006-2020        | 337    |
| 2    | Julian Bousquet | 2012-            | 288    |
| 3    | Grégory Mounis  | 2006-2016        | 273    |
| 4    | Jason Baitieri  | 2011-2021        | 254    |
| 5    | Benjamin Garcia | 2013-            | 252    |
| 6    | Thomas Bosc     | 2006-2017        | 241    |
| 7    | Vincent Duport  | 2007-2018        | 198    |
| 8    | Jamal Fakir     | 2006-2014        | 171    |
| 9    | Fouad Yaha      | 2015-            | 166    |
| 10   | Éloi Pélissier  | 2011-2016        | 154    |

| Pos° | Nom du joueur      | Carrière au club | Essais    |
| ---- | ------------------ | ---------------- | --------- |
| 1    | Fouad Yaha         | 2015-            | 106 (166) |
| 2    | Vincent Duport     | 2007-2018        | 87 (198)  |
| 3    | Clint Greenshields | 2007-2012        | 85 (146)  |
| 4    | Morgan Escaré      | 2013-2016        | 64 (91)   |
| 5    | Thomas Davies      | 2020-            | 63 (109)  |
| 6    | Thomas Bosc        | 2006-2017        | 59 (241)  |
| 7    | Justin Murphy      | 2006-2008        | 53 (66)   |
| 8    | Tony Gigot         | 2010-2019        | 49 (143)  |
| 9    | Damien Blanch      | 2011-2013        | 46 (75)   |
| 10   | Daryl Millard      | 2011-2014        | 41 (99)   |
| 10   | Benjamin Garcia    | 2013-            | 41 (252)  |

|      | \| Pos° \| Nom du joueur \| Carrière au club \| Points \| \| ---- \| ------------------ \| ---------------- \| ------ \| \| 1 \| Thomas Bosc \| 2006-2017 \| 1 382 \| \| 2 \| Scott Dureau \| 2011-2015 \| 805 \| \| 3 \| Sam Tomkins \| 2019- \| 442 \| \| 4 \| Arthur Mourgue \| 2018-2025 \| 431 \| \| 5 \| Fouad Yaha \| 2015- \| 424 \| \| 6 \| James Maloney \| 2020-2021 \| 405 \| \| 7 \| Vincent Duport \| 2007-2018 \| 348 \| \| 8 \| Clint Greenshields \| 2007-2012 \| 340 \| \| 9 \| Tony Gigot \| 2010-2019 \| 323 \| \| 10 \| Morgan Escaré \| 2013-2016 \| 260 \| |                  |        |
| Pos° | Nom du joueur | Carrière au club | Points |
| 1    | Thomas Bosc | 2006-2017        | 1 382  |
| 2    | Scott Dureau | 2011-2015        | 805    |
| 3    | Sam Tomkins | 2019-            | 442    |
| 4    | Arthur Mourgue | 2018-2025        | 431    |
| 5    | Fouad Yaha | 2015-            | 424    |
| 6    | James Maloney | 2020-2021        | 405    |
| 7    | Vincent Duport | 2007-2018        | 348    |
| 8    | Clint Greenshields | 2007-2012        | 340    |
| 9    | Tony Gigot | 2010-2019        | 323    |
| 10   | Morgan Escaré | 2013-2016        | 260    |

### Ministère du culte
De manière originale, pour un club jouant dans un pays laïque, un ministère du culte est assurée pour les joueurs. Il dépend directement de l'autorité britannique Sports Chaplaincy UK, association chrétienne britannique, et de fait, est indépendant des autorités françaises. Cette aumônerie sportive britannique  est implantée dans de plus en plus de clubs sportifs dans les pays anglophones. En 2018, le titulaire de la charge est le Pasteur Philip Alcock ; celui-ci  exerce son ministère de façon bénévole, après les entrainements à raison de quatre heures par semaine.

## Infrastructures

### Stade

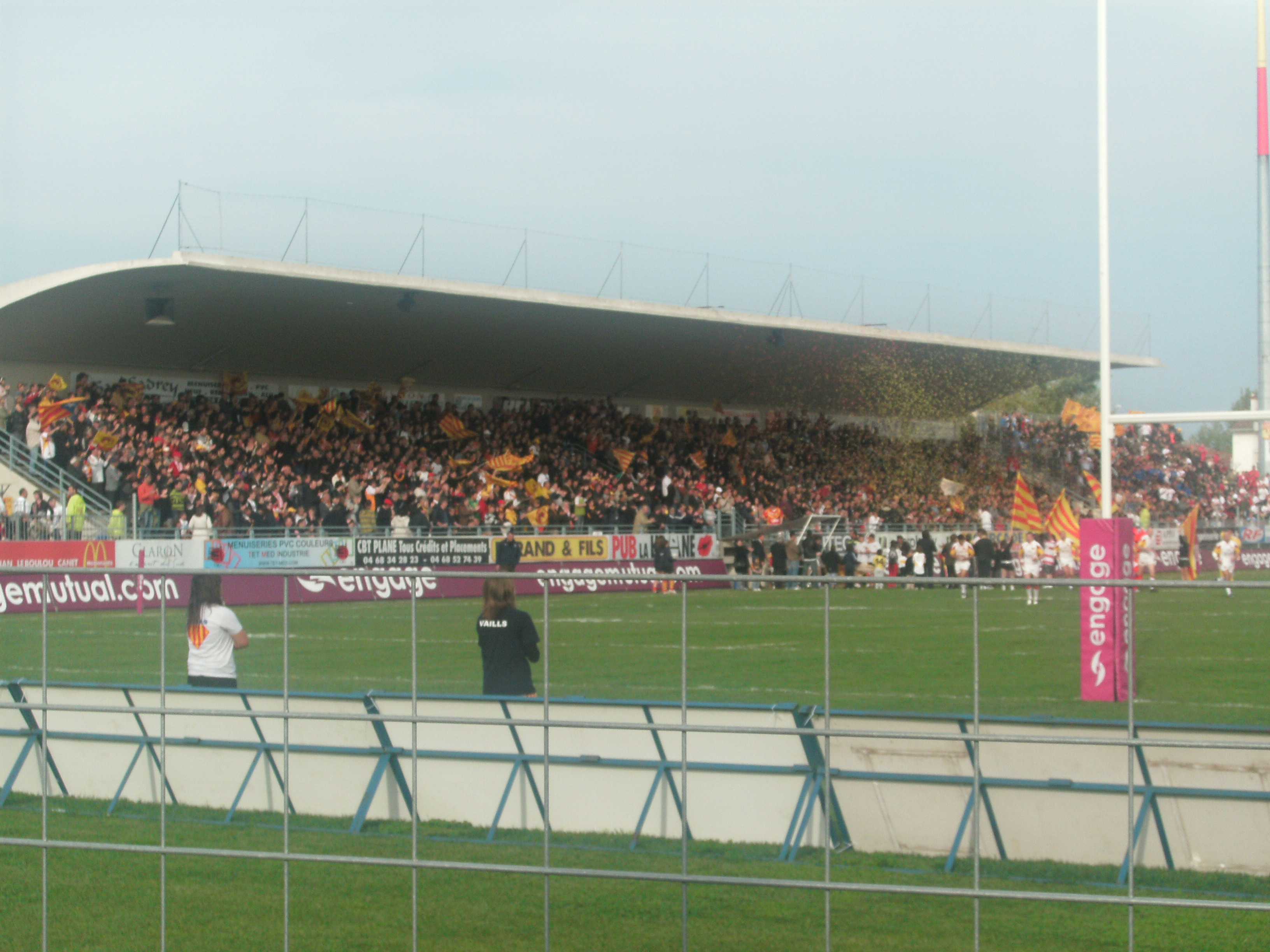
Stade Gilbert-Brutus

Le stade des Dragons catalans est le stade Gilbert-Brutus, situé à Perpignan, d'une capacité actuelle de 9 000 places. Le nom du stade vient de Gilbert Brutus, ancien joueur, dirigeant, entraîneur et arbitre français de rugby à XV. C'est dans ce stade que se produisait avant le XIII catalan.
Cependant, lors de leur première saison en Super League, le stade, alors d'une capacité de 6 000 places, les oblige à disputer leurs matchs dans différents stades situés à proximité : le stade Aimé-Giral de Perpignan, le stade Albert-Domec de Carcassonne, le Parc des sports et de l'amitié de Narbonne ou le stade Saint-Michel de Canet-en-Roussillon. Le stade Gilbert-Brutus est alors rénové en 2006 et devient fonctionnel en 2007. Sa capacité atteint alors 9 000 places.
Sur leurs quatre saisons en Super League, les Dragons enregistrent chaque année une hausse de leur nombre d'abonnés, passant de 2 150 abonnés en 2006 à plus de 5 000 en 2009. Parallèlement, la moyenne de spectateurs est également en constante augmentation, passant de 6 542 spectateurs par match en 2006 à 9 529 spectateurs par match en 2009. Lors de la saison 2009, la moyenne de spectateurs est supérieure à la capacité du stade en raison d'un match à domicile disputé au Stade olympique de Montjuic, avec 18 150 spectateurs, le 20 juin 2009 contre les Warrington Wolves, permettant du même coup au club de battre son record d'affluence à domicile.

### Centre de formation
Depuis le mois de septembre 2010 le club des Dragons catalans s'est doté d'un centre de formation, dirigé par Bruno Castany. Cette structure, qui regroupe des jeunes de 18 à 22 ans, a pour but de former sur un plan sportif les futurs joueurs professionnels de l'équipe première, mais aussi sur un plan pédagogique, en encadrant leurs études scolaires. Il est mis à leur disposition toutes les structures du club pour réussir leur formation sportive et professionnelle. Une équipe dirigeante, un staff médical, des intervenants sportifs et des intervenants pour la formation professionnelle encadrent tous ces joueurs qui, pour son lancement, comptait neuf stagiaires et deux aspirants.

## Emblème de l'équipe

### Couleurs
Les Dragons catalans arborent les couleurs traditionnelles du drapeau et du blason catalans qui sont le sang et l'or. L'origine de ces couleurs provient du blason des comtes de Barcelone qui est l'un des plus anciens d'Europe sur tissus puisqu'il qui remonte au IXe siècle,. Il a été adopté par leurs descendants : les comtes de Provence, les comtes de Foix et les rois de la Couronne d'Aragon au XIIe siècle, et les rois de Majorque au XIIIe siècle.
| Période   | Equipementier | Sponsor       |
| --------- | ------------- | ------------- |
| 2000-2008 | ISC           | Aucun         |
| 2009-2009 | Nike          | IDEC          |
| 2010-2011 | ISC           | SeaFrance     |
| 2012-2018 | ISC           | Sud de France |
| 2019-2019 | O'Neills      | Groupe Altrad |
| 2020-2021 | O'Neills      | Sud de France |
| 2022-2024 | Macron        | Zodiac        |
| 2025-     | Macron        | Llum          |

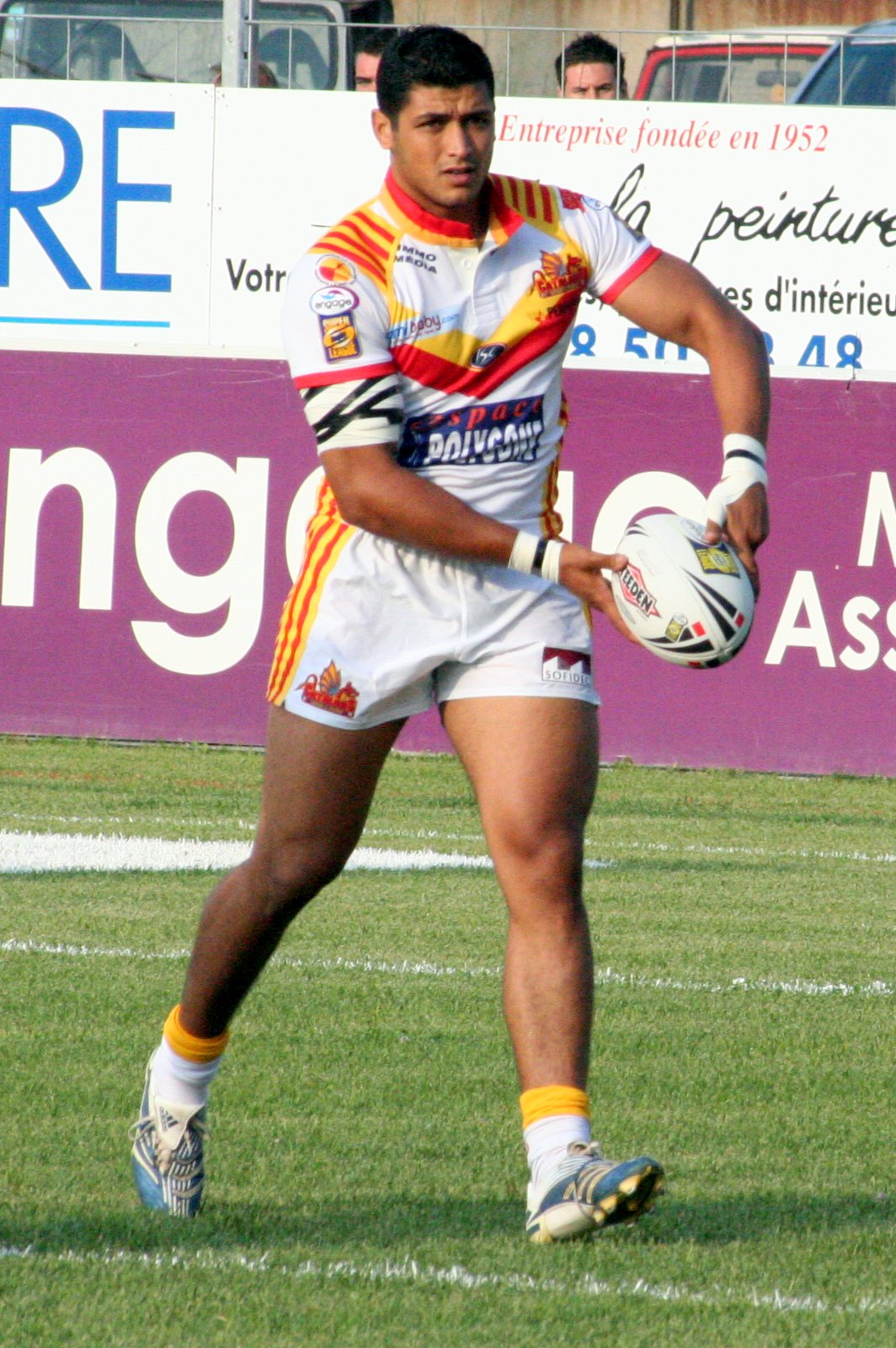
Younes Khattabi en 2007
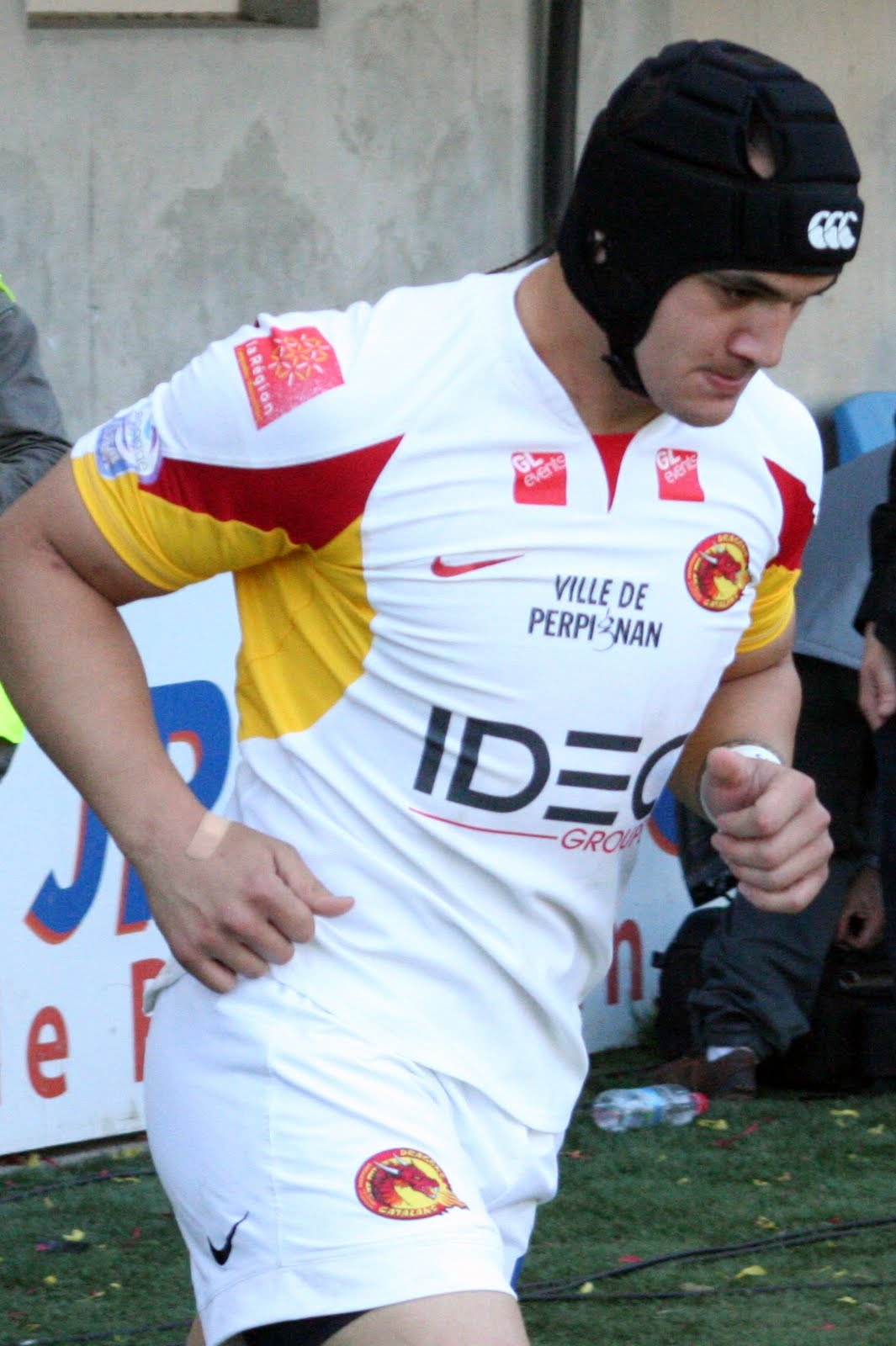
Kane Bentley en 2009
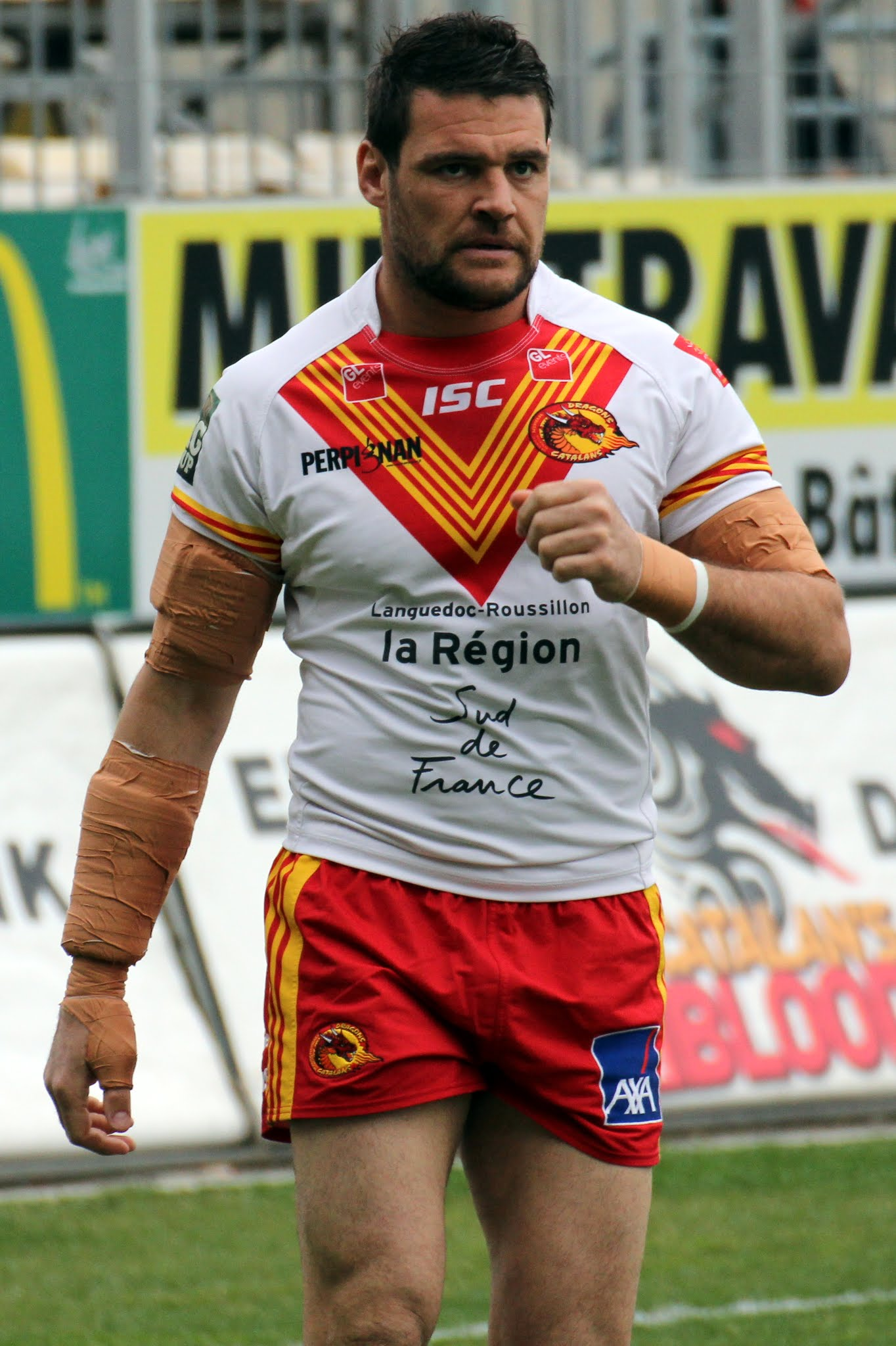
David Ferriol en 2012

### Identité visuelle

de 2006 à 2008
depuis 2008
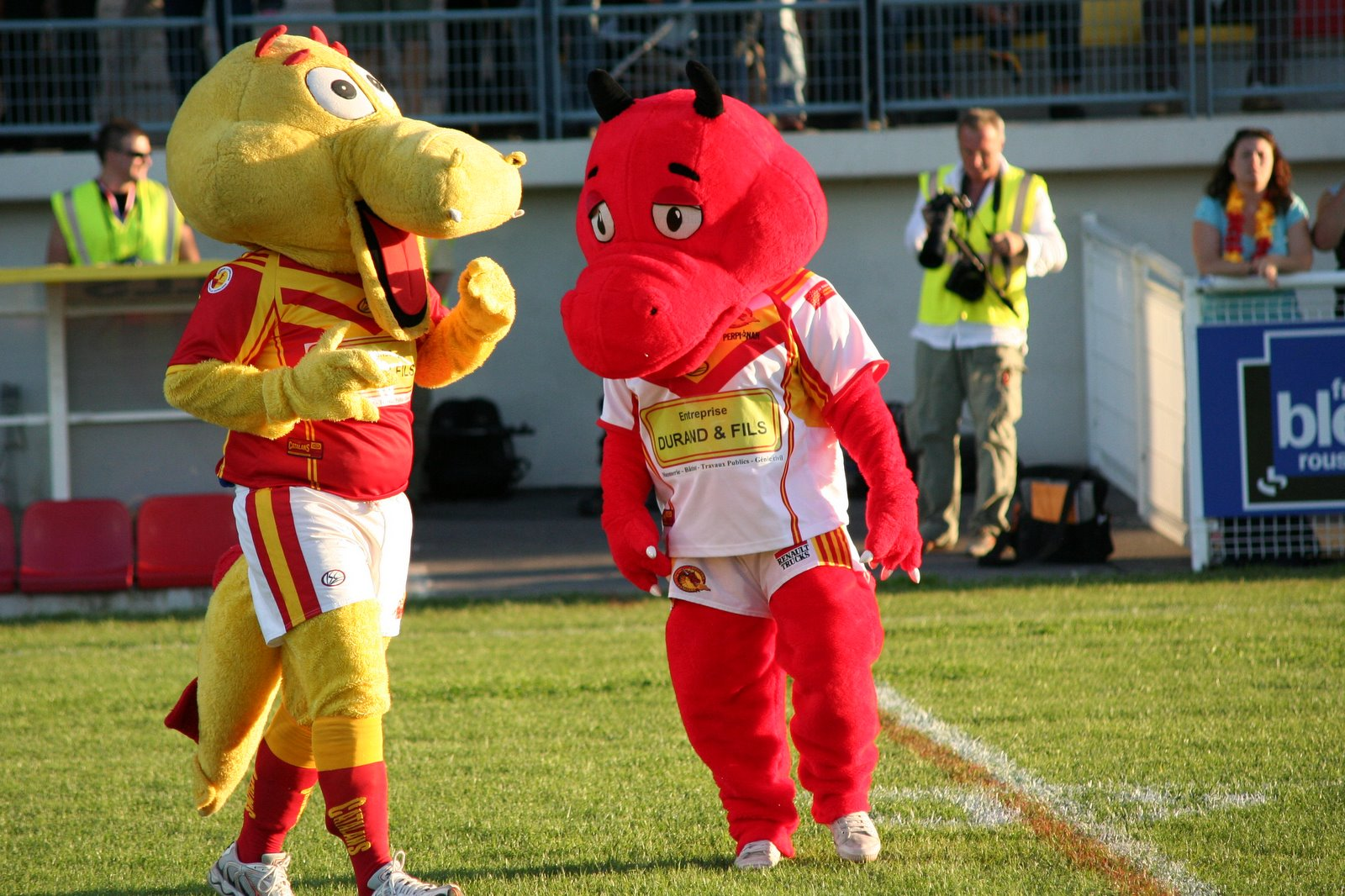
Les mascottes du club

## Bilan du club toutes saisons et toutes compétitions confondues
| Année       | Année       | Saison régulière Super League | Saison régulière Super League | Saison régulière Super League | Saison régulière Super League | Saison régulière Super League | Saison régulière Super League | Saison régulière Super League | Saison régulière Super League | Phase finale Super League | Phase finale Super League | Phase finale Super League | Phase finale Super League | Phase finale Super League | Phase finale Super League | Phase finale Super League | Challenge Cup      |
| Année       | Année       | Class.                        | Points                        | MJ                            | V.                            | N.                            | D.                            | Pp.                           | Pc.                           | Perf.                     | MJ                        | V.                        | N.                        | D.                        | Pp.                       | Pc.                       | Performance        |
| Saison 2006 | Saison 2006 | 12e                           | 16                            | 28                            | 8                             | 0                             | 20                            | 601                           | 894                           | Non qualifié              | -                         | -                         | -                         | -                         | -                         | -                         | Quart de finale    |
| Saison 2007 | Saison 2007 | 10e                           | 21                            | 27                            | 10                            | 1                             | 16                            | 570                           | 685                           | Non qualifié              | -                         | -                         | -                         | -                         | -                         | -                         | Finaliste          |
| Saison 2008 | Saison 2008 | 3e                            | 34                            | 27                            | 16                            | 2                             | 9                             | 694                           | 625                           | 2e tour                   | 2                         | 1                         | 0                         | 1                         | 72                        | 58                        | Huitième de finale |
| Saison 2009 | Saison 2009 | 8e                            | 26                            | 27                            | 13                            | 0                             | 14                            | 613                           | 660                           | Demi-finale               | 3                         | 2                         | 0                         | 1                         | 61                        | 49                        | Huitième de finale |
| Saison 2010 | Saison 2010 | 14e                           | 12                            | 27                            | 6                             | 0                             | 21                            | 409                           | 747                           | Non qualifié              | -                         | -                         | -                         | -                         | -                         | -                         | Demi-finale        |
| Saison 2011 | Saison 2011 | 6e                            | 31                            | 27                            | 15                            | 1                             | 11                            | 689                           | 626                           | 2e tour                   | 2                         | 1                         | 0                         | 1                         | 56                        | 50                        | Huitième de finale |
| Saison 2012 | Saison 2012 | 4e                            | 36                            | 27                            | 18                            | 0                             | 9                             | 812                           | 611                           | 2e tour                   | 2                         | 0                         | 0                         | 2                         | 26                        | 73                        | Quart de finale    |
| Saison 2013 | Saison 2013 | 7e                            | 28                            | 27                            | 13                            | 2                             | 12                            | 619                           | 604                           | 1er tour                  | 1                         | 0                         | 0                         | 1                         | 4                         | 14                        | Quart de finale    |
| Saison 2014 | Saison 2014 | 7e                            | 29                            | 27                            | 15                            | 1                             | 12                            | 733                           | 667                           | Demi-finale               | 3                         | 2                         | 0                         | 1                         | 54                        | 66                        | Huitième de finale |
| Saison 2015 | Saison 2015 | 7e                            | 28                            | 30                            | 13                            | 2                             | 15                            | 739                           | 770                           | Non qualifié              | -                         | -                         | -                         | -                         | -                         | -                         | Quart de finale    |
| Saison 2016 | Saison 2016 | 6e                            | 30                            | 30                            | 15                            | 0                             | 15                            | 723                           | 716                           | Non qualifié              | -                         | -                         | -                         | -                         | -                         | -                         | Quart de finale    |
| Saison 2017 | Saison 2017 | 13e                           | 25                            | 31                            | 12                            | 1                             | 18                            | 625                           | 843                           | Non qualifié              | -                         | -                         | -                         | -                         | -                         | -                         | Huitième de finale |
| Saison 2018 | Saison 2018 | 7e                            | 25                            | 30                            | 12                            | 1                             | 17                            | 596                           | 750                           | Non qualifié              | -                         | -                         | -                         | -                         | -                         | -                         | Vainqueur          |
| Saison 2019 | Saison 2019 | 7e                            | 26                            | 29                            | 13                            | 0                             | 16                            | 533                           | 745                           | Non qualifié              | -                         | -                         | -                         | -                         | -                         | -                         | Quart de finale    |
| Saison 2020 | Saison 2020 | 4e                            | 16                            | 13                            | 8                             | 0                             | 5                             | 376                           | 259                           | Demi-finale               | 2                         | 1                         | 0                         | 1                         | 28                        | 62                        | Quart de finale    |
| Saison 2021 | Saison 2021 | 1er                           | 38                            | 23                            | 19                            | 0                             | 4                             | 688                           | 398                           | Finaliste                 | 2                         | 1                         | 0                         | 1                         | 38                        | 22                        | Quart de finale    |
| Saison 2022 | Saison 2022 | 4e                            | 32                            | 27                            | 14                            | 0                             | 12                            | 539                           | 513                           | 1er tour                  | 1                         | 0                         | 0                         | 1                         | 10                        | 20                        | Quart de finale    |
| Saison 2023 | Saison 2023 | 2e                            | 40                            | 27                            | 20                            | 0                             | 7                             | 722                           | 420                           | Finaliste                 | 2                         | 1                         | 0                         | 1                         | 14                        | 16                        | Huitième de finale |
| Saison 2024 | Saison 2024 | 7e                            | 30                            | 27                            | 15                            | 0                             | 12                            | 474                           | 427                           | Non qualifié              | -                         | -                         | -                         | -                         | -                         | -                         | Quart de finale    |
| Saison 2025 | Saison 2025 | -                             | -                             |                               |                               |                               |                               |                               |                               | -                         | -                         | -                         | -                         | -                         | -                         | -                         | Demi-finale        |

## Popularité

### Affluence
La franchise évolue à domicile au stade Gilbert-Brutus et compte chaque année près de 5 000 abonnés pour des affluences moyennes autour de 9 000 spectateurs par match, toutefois à plusieurs reprises en Super League le club a délocalisé des matchs à domicile.
| Saison | Date de la finale | Domicile         | Score   | Adversaire        | Lieu de la finale                         | Spectateurs |
| ------ | ----------------- | ---------------- | ------- | ----------------- | ----------------------------------------- | ----------- |
| 2009   | 20 juin 2009      | Dragons catalans | 12 - 24 | Warrington Wolves | Stade olympique Lluís-Companys, Barcelone | 18 150      |
| 2011   | 4 juin 2011       | Dragons catalans | 20 - 12 | Wigan Warriors    | Stade Yves-du-Manoir, Montpellier         | 9 372       |
| 2012   | 9 juin 2012       | Dragons catalans | 14 - 36 | Wigan Warriors    | Stade de la Mosson de Montpellier         | 13 858      |
| 2013   | 22 juin 2013      | Dragons catalans | 21 - 22 | Hull KR           | Stade Ernest-Wallon, Toulouse             | 14 858      |
| 2014   | 12 avril 2014     | Dragons catalans | 42 - 20 | Widnes Vikings    | Stade Aimé-Giral, Perpignan               | 9 588       |
| 2019   | 18 mai 2019       | Dragons catalans | 33 - 16 | Wigan Warriors    | Camp Nou, Barcelone                       | 31 555      |

### Relations avec les médias
L'actualité des Dragons catalans est couverte généralement par tous les médias locaux et en particulier par le quotidien régional L'Indépendant. La chaîne de télévision BeIN Sport fait une actualité hebdomadaire de la franchise dans son émission Rugby Pack diffusée le dimanche matin et présentée par Rodolphe Pires. La chaine interrompt néanmoins cette couverture en 2019, prétextant le coût des droits de diffusion, pourtant très modérés. Mais une dépêche publiée par Midi libre le 15 mars 2021 indique finalement que « les Dragons Catalans seront de retour sur BeIn Sports dès le début de la saison de Super League qui débutera le samedi 27 mars ». L'information est confirmée quelques jours après.
L'équipe est également suivie avec beaucoup d'attention par la presse treiziste anglaise, particulièrement depuis que l'équipe joue en Superleague : par exemple par le magazine Rugby League World, l'hebdomadaire Rugby Leaguer & League Express , et avec une couverture un peu moindre, par son concurrent direct League Weekly, jusqu'à la disparition de ce dernier en 2021. En Australie, le magazine Rugby League Review consacre parfois des articles au club.
Depuis la fin des années 2010, Midi Olympique suit également l'équipe dans son « édition rouge » qui parait tous les lundis.
Mais la victoire des dragons en 2018, en finale de la Challenge Cup à Wembley, donne lieu à une médiatisation exceptionnelle en fin de saison et à certaines actions spectaculaires de communication, comme la présentation du trophée au Camp Nou à Barcelone.
Un autre épisode marque les relations entre le club et les médias. Celui du recrutement d'Israel Folau en 2020. Sollicité, pour ne pas dire harcelé par les médias internationaux, le club a mis en place une véritable communication verrouillée : aucune interview ne sera accordée du joueur, ce dernier s'abstenant même de toute déclaration, autre que validée par le club, durant son séjour en France.

## Autres équipes

### Équipe réserve: Saint-Estève XIII catalan
Le Saint-Estève XIII catalan, anciennement « Union Treiziste Catalane », est le nom de l'équipe réserve des Dragons catalans qui dispute chaque année le Championnat et la Coupe de France. Il compte à son palmarès deux Coupes de France remportées en 2016 et 2018, et a atteint à deux reprises la finale du Championnat de France dont une victoire en 2019. Dans son sein, de nombreux joueurs sont passés avant de rejoindre les Dragons catalans à l'instar de Morgan Escaré ou Mickaël Goudemand. L'objectif de cette équipe est de mettre en avant la formation excluant donc les étrangers et de leur permettre d'avoir du temps de jeu avant de rejoindre les Dragons Catalans, c'est pour raison que cette équipe est surnommée les « Baby Dracs » puisque beaucoup de ses joueurs qui la compose ont moins de vingt-trois ans.

### Dragons Handi Rugby XIII
Créé en 2008, les Dragons Handi Rugby XIII dominent le Championnat de France avec treize titres (2008, 2009, 2010, 2012, 2013, 2014, 2015, 2016, 2018, 2019, 2022, 2023 et 2024). Il compte en son sein de nombreux internationaux français (Gilles Clausells, Nicolas Clausells) qui ont remporté la Coupe du monde en 2013 et 2017.

### Saint-Estève XIII catalan féminin
Cette équipe est la section féminine du Saint-Estève XIII catalan et dispute le Championnat de France de première division aux côtés de Toulouse, Biganos, Lyon-Villeurbanne et Lescure d'Arthès.